# Psychologie de l'enfant

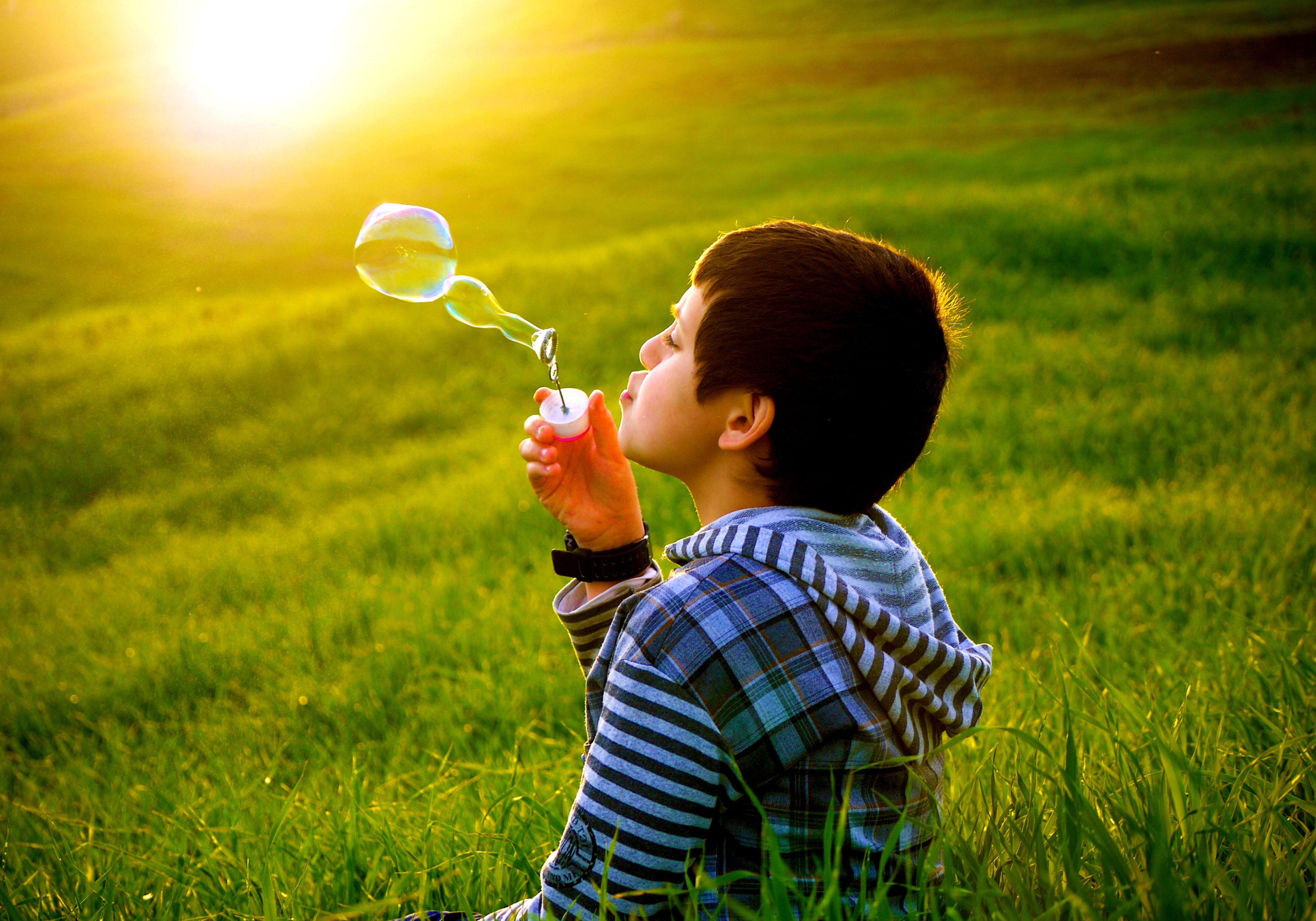
Un enfant jouant à faire des bulles dans une prairie.

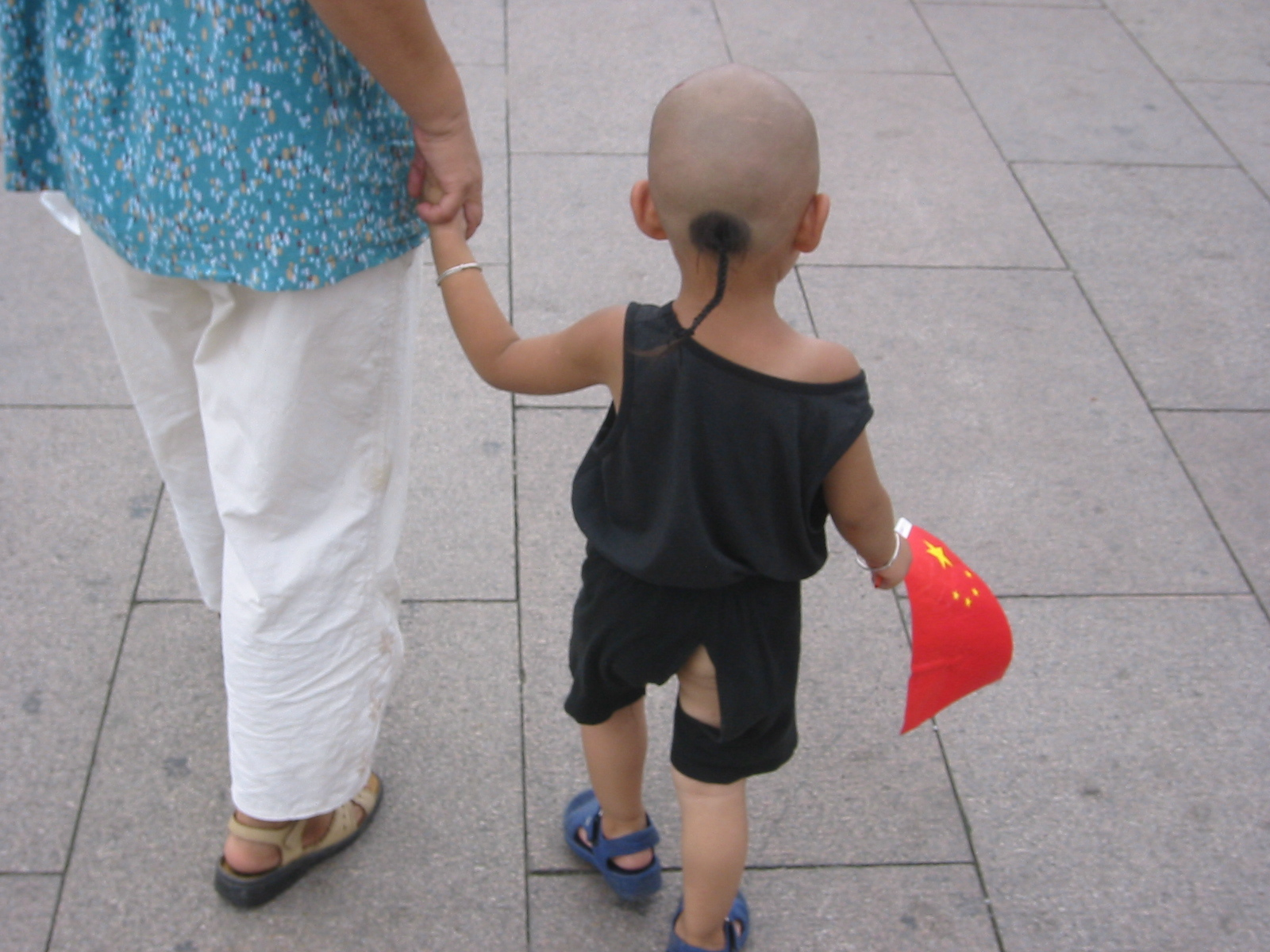
Un enfant au bras de son parent.

La psychologie de l'enfant est une discipline de la psychologie qui a pour objet d'étude les processus de pensée et des comportements de l'enfant, son développement psychologique et ses problèmes éventuels. Elle prend en compte son environnement.
L'enfance est une période d'intenses changements. Ces changements affectent le développement physique (et les habiletés motrices), le cerveau, la cognition (mémoire, raisonnement, compréhension du monde...), le langage et la capacité à communiquer, les apprentissages (lecture, mathématiques), les émotions et leur gestion, les relations sociales, la santé en général.
Plusieurs facteurs de risque sur la santé physique et mentale sont répertoriés. L'environnement de l'enfant, sa famille, ses pairs, son environnement préscolaire et scolaire, et son environnement général influencent grandement son développement. Ces facteurs aident l'enfant à développer ses compétences (exemple : bilinguisme, résilience) mais peuvent aussi nuire à son développement normal et à son bien-être (exemples : manque de confiance en soi, retard intellectuel, anxiété...).
La psychologie de l'enfant (ou de l'enfance) est voisine de la psychologie du développement qui s'attache à comprendre le pourquoi et le comment du développement humain (de sa conception à sa mort) et construit des modèles théoriques qui permettent de comprendre et de prédire les changements et les périodes de stabilité au cours de la vie humaine. Les deux disciplines ont les mêmes racines historiques et les mêmes fondements théoriques.
La psychologie de l'enfant est une discipline voisine de disciplines médicales et de sciences humaines centrées sur l'enfance : l'histoire de l'enfance, les neurosciences cognitives du développement, la pédagogie, la psychologie clinique de l'enfant, la psychopathologie de l'enfant, la pédiatrie, la pédopsychiatrie. La discipline emprunte et partage ses méthodes et concepts avec les autres branches de la psychologie, comme la psychologie cognitive, la psychométrie, la psychologie sociale, la psychologie interculturelle et la psychanalyse.
Les psychologues spécialistes de l'enfance utilisent des techniques spécifiques (entretiens cliniques, tests projectifs, jeux, dessins en interaction, tests standardisés, etc.) et proposent des prises en charge spécialisées (psychothérapie de l'enfant, ou psychanalyse de l'enfant).
Cet article n'inclut pas la période de l'enfance postérieure à la puberté (voir psychologie de l'adolescent).

## Périodes de l'enfance (définitions et catégories)
Les âges des acquisitions ou compétences psychomotrices ou psychologiques varient d'un enfant à l'autre. Cependant, pour des raisons pratiques et théoriques, les psychologues praticiens et chercheurs distinguent différentes phases de l'enfance. Les limites d'âge correspondantes sont données à titre indicatif.
- La vie prénatale concerne l'enfant avant la naissance (embryon ; fœtus)
- Juste après la naissance, l'enfant est appelé le nouveau-né jusqu'à environ deux semaines ou un mois. En médecine, on parle aussi de période périnatale (de quelques semaines avant la naissance à quelques jours après).
- Avant l'acquisition de la marche, l'enfant est un bébé ou nourrisson (en anglais, infant)[1]. C'est la période du stade sensori-moteur selon le modèle de développement de l'intelligence de Jean Piaget (de 0 à 2 ans), de la période d'affiliation (modèle du développement socioculturel de l'intelligence de Lev Vygotsky) et des stades oral, puis anal et phallique (selon le modèle de développement sexuel et affectif développé par Sigmund Freud)[1].
- Lorsqu'il marche et avant sa scolarisation, l'enfant est un jeune enfant. C'est la petite enfance (environ 2 ans à 6 ans, selon les auteurs et les institutions). On parle d'enfant d'âge préscolaire de 3 à 6 ans environ lorsque l'enfant entre en maternelle (France) ou équivalent (kindergartens, etc). C'est la période préopératoire (modèle de Piaget, de 2 à 7 ans environ), de la période du jeu (modèle de Vygotsky), et la période œdipienne (modèle de Freud)[1].
- L'enfant d'âge scolaire réfère généralement à l'enfant de 6 ans à la puberté ou environ 12 ans. En anglais on parle de Middle Childhood (7 ans à 12 ans)[1]. C'est la période des opérations concrètes (Piaget), de l'apprentissage conscient (Vygotsky), de la latence (Freud).
- Vers l'âge de 12 ans et jusqu'à la puberté, le jeune est préadolescent.
- L'entrée dans l'adolescence est marquée par la puberté. Dans les pays anglophones, le terme adolescence existe, mais également le terme « teenager » ou « teen » qui désigne un jeune de 13 à 19 ans[2] car le terme « -teen » apparaît dans l'âge (thirteen, fourteen... nineteen). L'adolescence marque la fin de l'enfance au sens strict, sur le plan psychologique et médical. Sur le plan du développement psychologique, c'est l'entrée dans la période des opérations formelles (modèle de Piaget), de résolution de problèmes à l'aide des pairs (Vygotsky), et le début du stade génital (Freud)[1].

Le développement du cerveau ne se termine pas à l'âge de l'adolescence. Il se termine par la myélinisation des lobes frontaux (fonctions exécutives) qui a été observée vers l'âge de 20 ans voire 25 ans (voir ci-dessous, développement du cerveau). Les psychologues et chercheurs parlent alors de jeune adulte. La psychologie du développement considère que le développement ne s'achève pas à la fin de l'enfance ou de l'adolescence, mais est un processus qui ne s'achève qu'à la mort.

## Psychophysiologie de l'enfant

### Sens
Le nouveau-né naît avec un ensemble de réflexes, dits réflexes archaïques. Les réflexes sont des comportements innés et automatiques en réponse à des stimulations spécifiques, qui disparaissent au bout de plusieurs mois : le réflexe de succion ; le réflexe des points cardinaux ; le réflexe d'agrippement ; le réflexe tonique du cou ; le réflexe de Moro ; le réflexe de Babinsky ; le réflexe de marche ; le réflexe de nage. Gabbard (1996) estime qu'il existe 27 principaux réflexes, dont beaucoup sont observables chez les nouveau-nés. Ces réflexes jouent un rôle important dans le développement du système nerveux central et de la motricité dans les premiers mois de la vie. Ils disparaissent pour laisser place aux mouvements volontaires lorsque le système nerveux est suffisamment mature, quelques mois après la naissance.
Tous ses sens fonctionnent, même s'ils sont encore immatures. Ces capacités sensorielles se développent très rapidement, plus rapidement que les habiletés motrices. Ainsi, la peau du nourrisson est sensible aux stimulations (sens tactile) : la sensation d'humidité dans sa couche ; la caresse d'un proche. Le nouveau-né est sensible à la douleur, c'est pourquoi les organisations nationales de pédiatrie au Canada et aux États-Unis recommandent (depuis 2000) de soulager la douleur prolongée des nouveau-nés pour éviter des effets néfastes à long terme. Le goût et l'odorat semblent fonctionner avant la naissance. À la naissance, des bébés ont des préférences pour les goûts sucrés et ont tendance à rejeter les goûts amer.
L'ouïe ou l'audition sont fonctionnelles également avant la naissance. Des expériences ont montré que les nouveau-nés peuvent différencier des sons assez proches (paradigmes d'habituation sur des enfants de trois jours qui montrent des réactions différentes en présence de sons nouveaux). Cette capacité leur permettrait de différencier la voix maternelle. La capacité à distinguer des phonèmes nouveaux ou une prosodie nouvelle est observée très tôt chez le nourrisson dans des expériences sur l'acquisition du langage : les réactions physiologiques de l'enfant indiquent qu'il détecte la différence entre certaines langues par des méthodes relevant de la psychologie expérimentale,.
La vue ou vision est le sens le moins développé à la naissance. Cependant, un nouveau-né peut voir, même si sa vision est encore immature. Il peut ainsi suivre des yeux un objet qui se déplace. Sa vision est la meilleure à environ 20 ou 30 cm de ses yeux. À cette distance, il peut voir le visage de la mère qui l'allaite ce qui pourrait avoir une valeur adaptative. Vers 4 ou 5 mois, la convergence des yeux est établie et lui permet de voir la profondeur. Vers le huitième mois, l'acuité visuelle du nourrisson est bonne.

### Perception
La sensation et la perception sont deux phénomènes neurologiquement et psychologiquement différents. La perception implique une relation entre le cortex et les appareils sensoriels : la sensation est comprise, ou interprétée par le cerveau. La psychologue américaine Eleanor Gibson a été une pionnière dans l'étude de la perception des bébés. Vers 1960, Gibson et Richard D. Walk ont mis au point un dispositif expérimental donnant l'illusion d'un vide (une « falaise visuelle (en) »). Les nourrissons sont posés sur une table en plexiglas dont une moitié est pleine, et dont l'autre moitié reste transparente. La mère du nourrisson appelle l'enfant de telle sorte que pour rejoindre sa mère, l'enfant devra traverser la partie qui semble vide (sur le plexiglas transparent). Gibson et Walk ont précisément observé les comportements de nourrissons et jeunes enfants face à cette illusion et en ont tiré de nombreuses observations et plusieurs conclusions théoriques. Placés dans cette situation, en effet, bon nombre de nourrissons refusent d'avancer dans ce qui leur apparaît comme un vide (une falaise visuelle). Gibson et Walk en ont conclu que la perception de la profondeur n'était pas innée mais acquise selon un procédé d'apprentissage en interaction avec l'environnement,. La perception se développe graduellement, au fil des mois et des années.

### Capacités motrices et développement psychomoteur

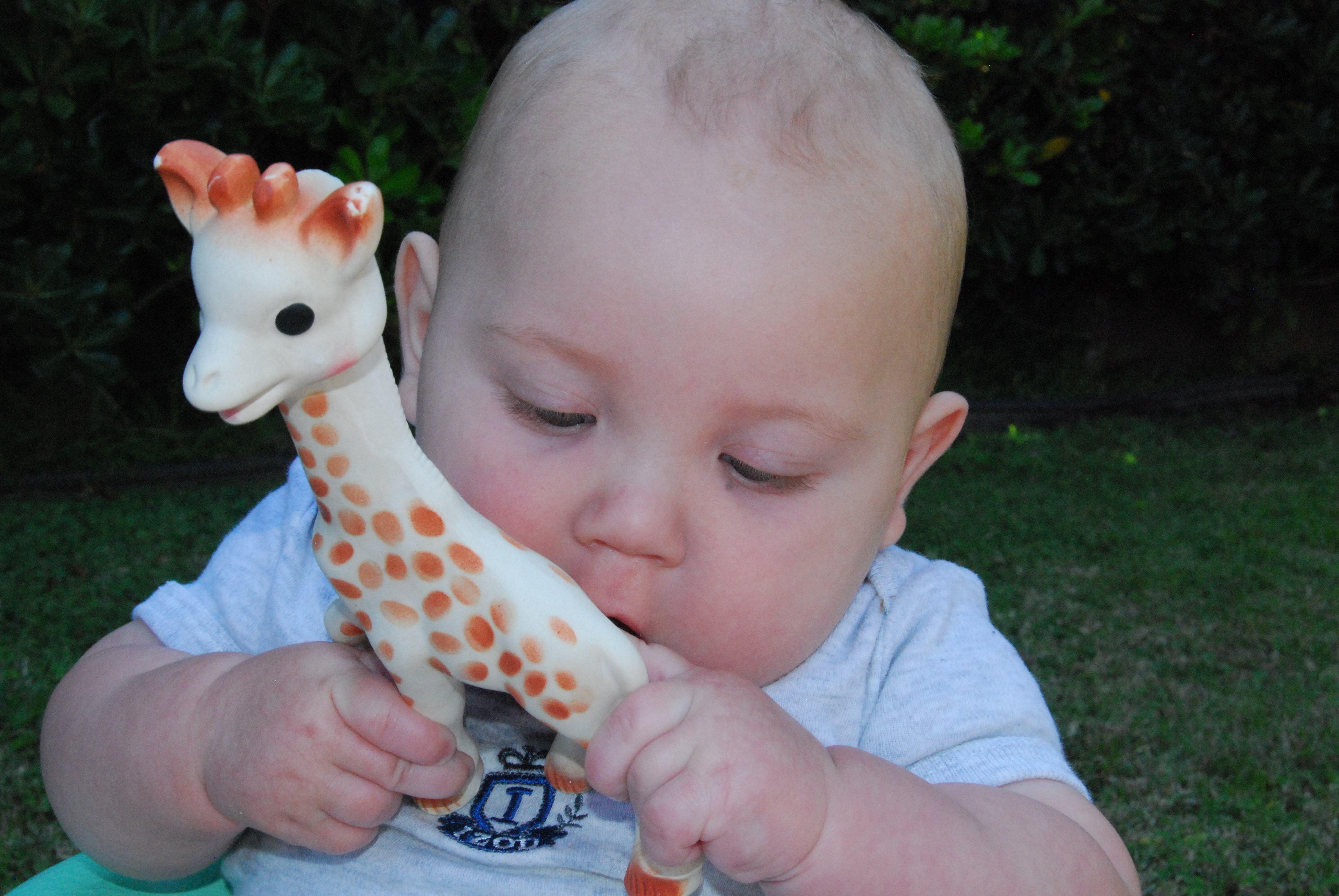
Bébé explorant le jouet Sophie la girafe.

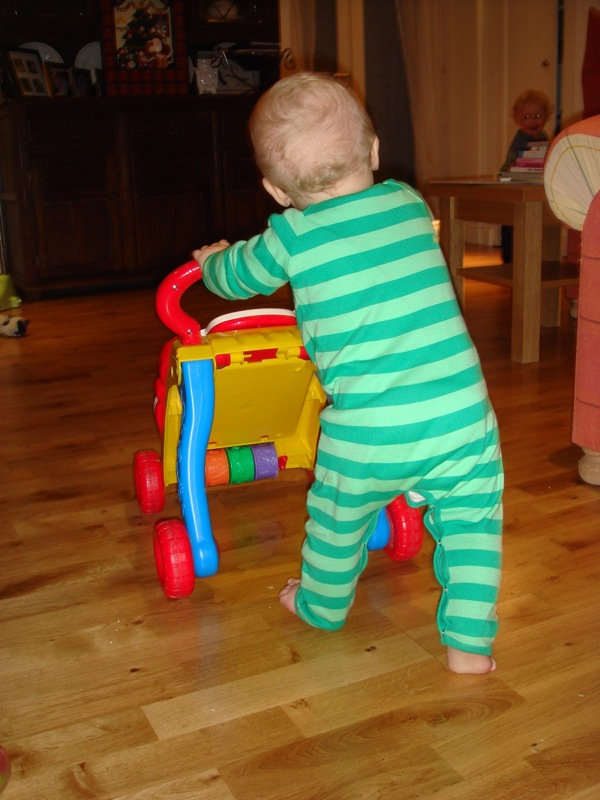
Apprendre à marcher avec un support.

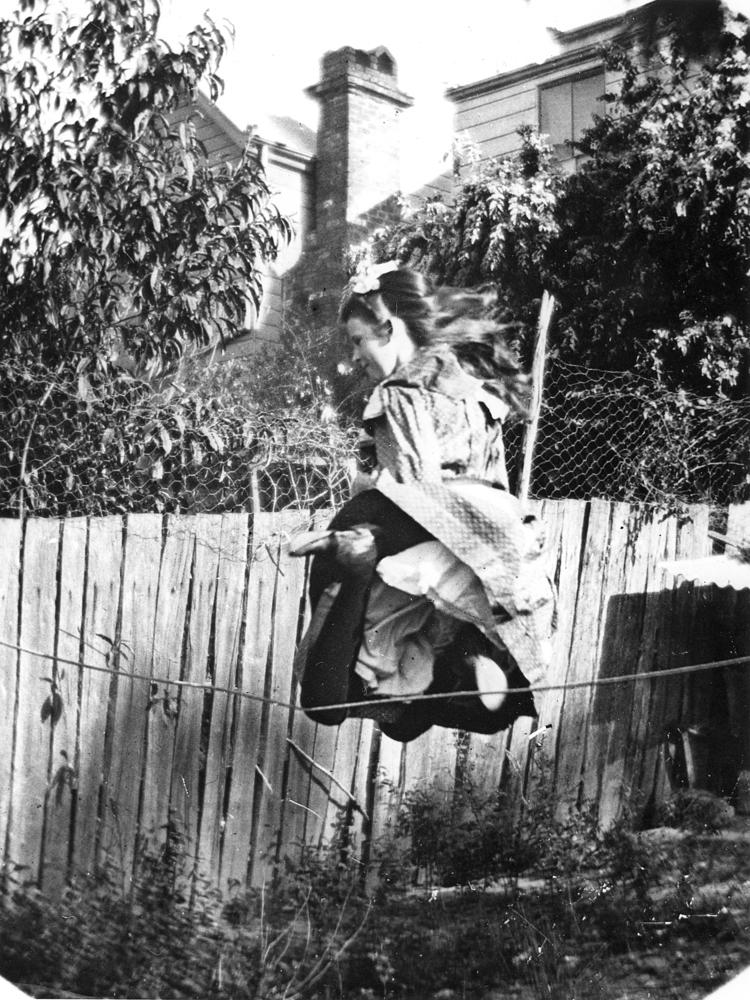
Jeune fille sautant à la corde (1890).

Chez les nourrissons et jeunes enfants (jusqu'à l'âge d'environ deux ans), le psychologue observe le développement psychomoteur (on ne parle pas encore de développement intellectuel proprement dit). Des psychomotriciens sont des professionnels du secteur paramédical spécialisés dans la rééducation des troubles de la psychomotricité. Le pionnier de la psychologie du développement Jean Piaget a beaucoup observé les comportements moteurs du nourrisson, dont il pensait qu'ils étaient à l'origine du développement de l'intelligence (stade sensori-moteur de sa théorie des Paliers d'acquisition).
Le développement psychomoteur suit certains principes généraux. Ce développement suit une progression céphalo-caudale (de la tête vers les pieds) : un nourrisson peut tourner la tête avant de pouvoir tourner son torse, par exemple. Le développement suit une progression proximo-distale (du centre vers les extrémités) : le nourrisson est capable de prendre des objets d'abord avec la main entière avant de pouvoir pincer entre le pouce et l'index pour attraper un objet, par exemple,.
L'âge auquel les enfants peuvent effectuer certains mouvements (s'asseoir sans soutien, se tenir debout avec appui, marche debout, manger avec une cuiller...) varie beaucoup d'un enfant à un autre. Cette variabilité s'explique par le fait que le développement moteur (par exemple la marche, étudiée par la psychologue Esther Thelen) repose non seulement sur la maturation (réflexes présents à la naissance, croissance du cerveau, génétique) mais aussi en interaction avec l'environnement qui influence la motivation de l'enfant et favorise (ou non) les actions de l'enfant en créant des conditions physiques favorables (une aide pour marcher ou au contraire une absence d'aide),.
En raison des grandes différences individuelles, les psychologues décrivent les acquisitions motrice et psychomotrices sous forme de moyenne et de statistiques. La psychologie du développement est l'étude systématique de ces jalons ou paliers de développement qu'elle cherche à mesurer et à comprendre. En psychologie de l'enfant, on cherche à décrire ces acquisitions précisément en utilisant des statistiques faites sur de larges échantillons ou cohortes. Ainsi on sait qu'en moyenne, un nourrisson (fille ou garçon) peut s'asseoir sans soutien à 5,9 mois dans 50 % des cas et à 6,8 mois pour 90 % de la population. Un enfant marche bien dans 50 % des cas à 12,3 mois, dans 90 % des cas à 14,9 mois. C'est le principe qui permet la mise au point d'échelles de développement (voir test de psychologie) dont la construction et la validation sont du domaine de la psychométrie.

### Sommeil et troubles du sommeil

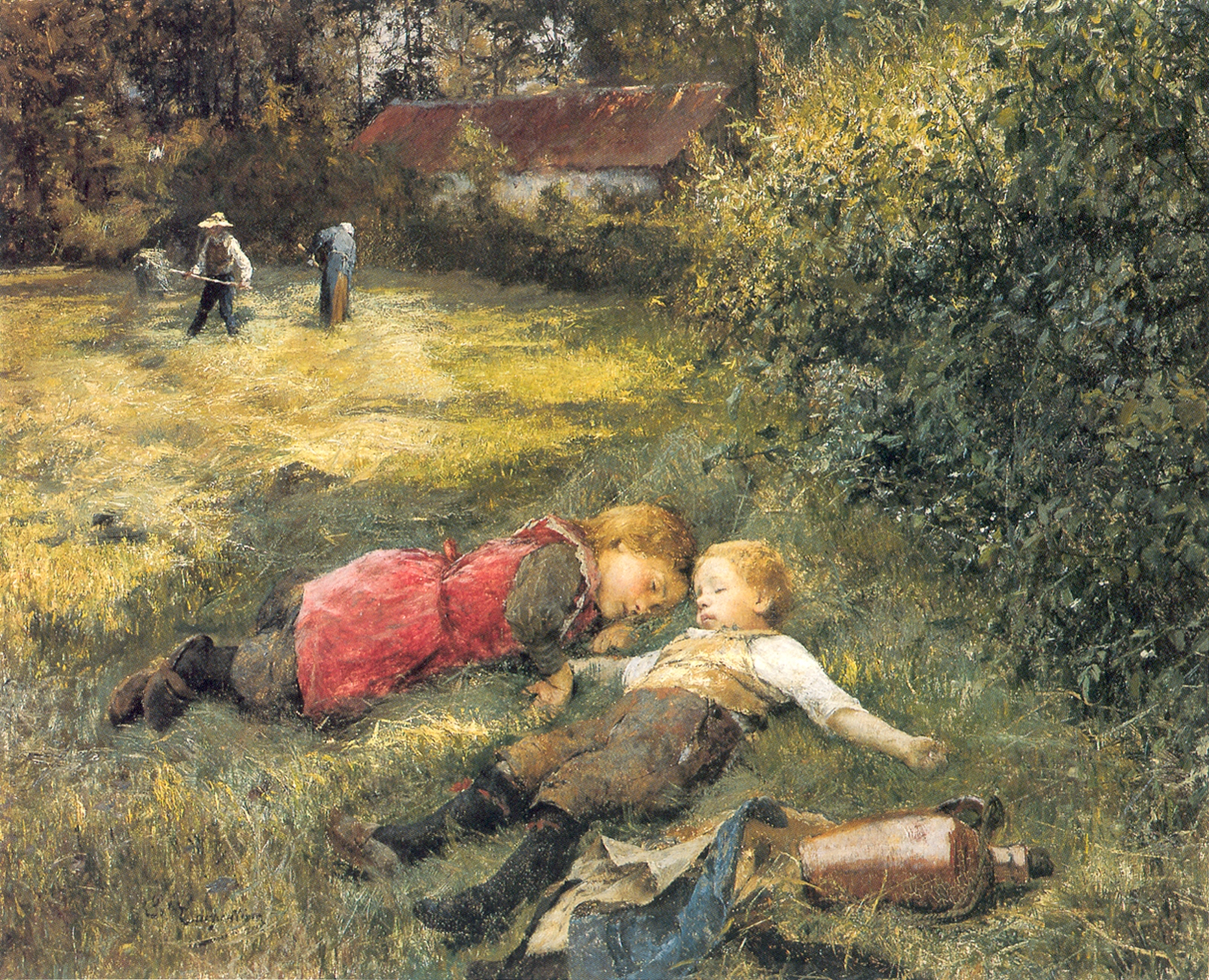
Évariste Carpentier, Les Enfants endormis, collection particulière.

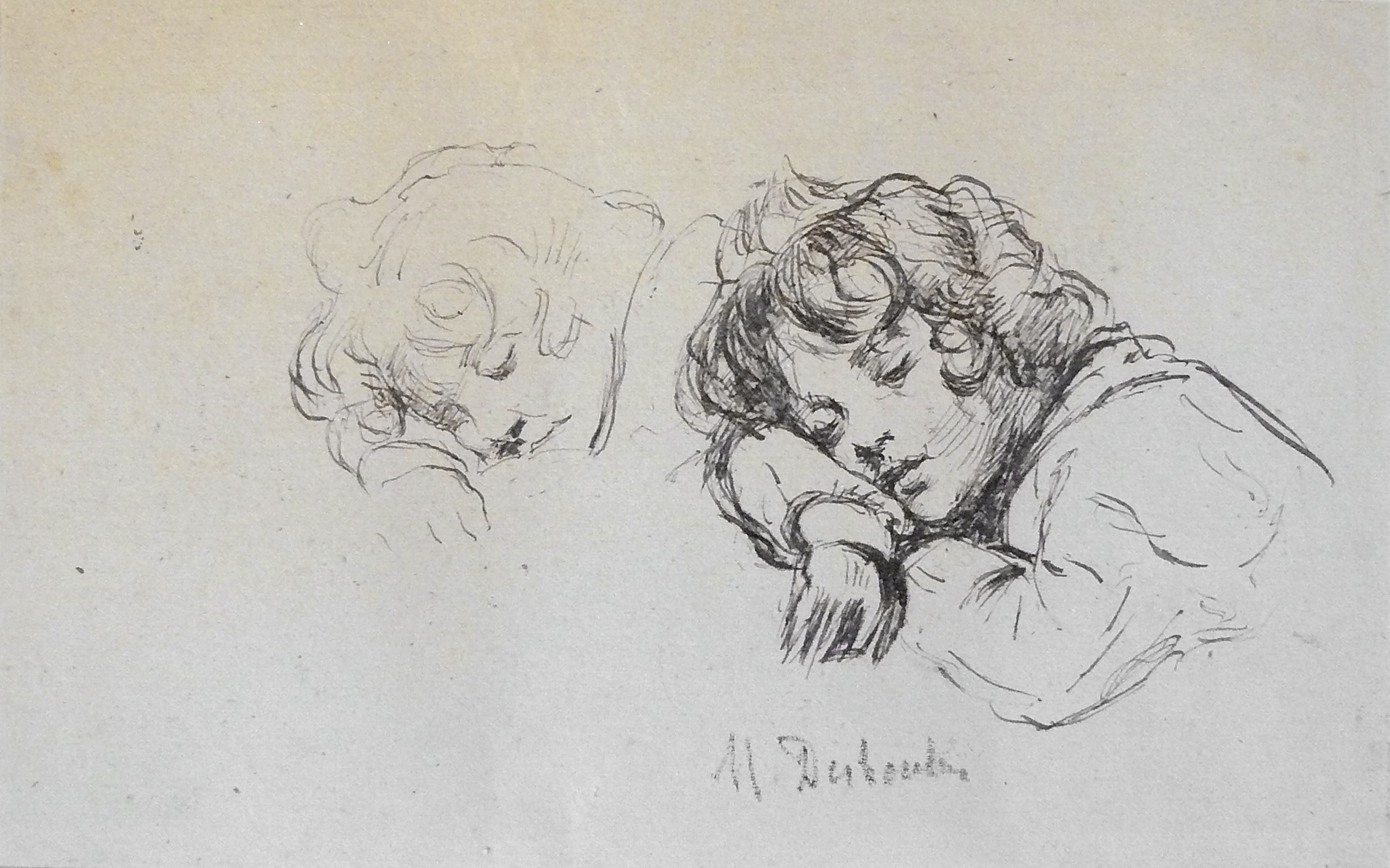
Attribué à Marcellin Desboutin, Études d'enfant dormant, localisation inconnue.

#### Rythmes de sommeil
Le cycle du sommeil et d'éveil est en majeure partie réglé par une horloge biologique ou rythme biologique qui régule le sommeil, la faim, l'élimination. Les rythmes circadiens (rythmes biologiques sur 24 h) de l'enfant sont bien différents de ceux de l'adulte. Ainsi, dès la naissance, le nouveau-né passe la plus grande partie de son temps (environ 18h par jour) à dormir. Vers trois mois, le bébé se réveille toutes les deux ou trois heures (jour et nuit) pour être nourri. Vers environ six mois, un nourrisson est capable de passer plusieurs heures par nuit (cinq ou six) sans se réveiller : on dit qu'il fait ses nuits. Ce sommeil du bébé est composé de périodes de sommeil calme et de périodes de sommeil actif (environ 50 %). Le sommeil actif est comparé au sommeil paradoxal chez l'adulte. Ce type de sommeil décroît tout au long de la vie pour atteindre environ 20 % du temps de sommeil total.
Vers deux ans, un enfant dort en moyenne 13 heures par jour (principalement la nuit et un peu en journée sous forme de sieste). Cette moyenne varie d'un pays à l'autre en fonction de facteurs culturels qui influencent les éthno-théories parentales (théories implicites des parents) et des pratiques parentales qui leur sont associées. À mesure que l'enfant grandit, il passe moins de temps à dormir. Les enfants de cinq ans en moyenne dorment 12 heures durant la nuit et ne font plus la sieste. Les enfants de six ans ont, en moyenne, un besoin de sommeil de 11 heures ; ceux de douze ans, un besoin de sommeil d'environ 9 heures.

#### Rituels du coucher de l'enfant
L'heure du coucher peut provoquer des angoisses de séparation chez l'enfant qui peut parfois vouloir y résister. Les parents peuvent aider l'enfant en établissant une routine ou rituel de coucher permettant de rendre le moment agréable et moins anxiogène. Il est recommandé que la routine soit simple et stable, ce qui « comprend une heure fixe pour le coucher et des rituels de mise au lit qui s'effectuent dans le calme et ne s'éternisent pas ». Les routines peuvent inclure de la lecture à voix haute de livres pour enfants, les comptines. La présence d'un tissu doux ou d'un jouet de texture douce aide l'enfant à se sentir plus apaisé. Ainsi le pédiatre et psychanalyste Donald Winnicott décrivait des objets d'attachement comme des objets transitionnels, aidant l'enfant à mieux vivre les séparations (un doudou, une peluche).

#### Troubles du sommeil de l'enfant
Les enfants peuvent souffrir de troubles du sommeil. Les cauchemars sont courants. Ils surviennent surtout à la fin de la nuit et l'enfant en garde le souvenir. Ils sont plus fréquents chez les filles que chez les garçons. Des cauchemars fréquents qui rendent l'enfant anxieux pendant les périodes d'éveil signalent un stress excessif.
Les terreurs nocturnes sont différentes du cauchemar. L'enfant semble se réveiller soudain d'un sommeil profond dans un état de panique (il peut crier ou regarder fixement devant lui) mais n'a pas souvenir d'un rêve. Il se rendort puis se réveille sans souvenir de l'épisode. Les terreurs nocturnes surviennent plus souvent chez les garçons et sont observées plus fréquemment entre 3 et 13 ans,.
Le somnambulisme (le fait de marcher en dormant) et la somniloquie (le fait de parler en dormant) sont également fréquents chez l'enfant. Hoban (2004) recommande de ne pas réveiller un enfant somnambule ou un enfant qui a fait une terreur nocturne pour ne pas l'effrayer. Ces troubles du sommeil disparaissent généralement avec le temps.
L'énurésie nocturne (uriner pendant le sommeil) est un problème également fréquent chez les enfants. L'énurésie touche environ 10 à 15 % des enfants de 5 ans puis diminue avec l'âge.

## Développement cognitif et intellectuel chez l'enfant de 0 à 12 ans

### Cognition et apprentissage
Le nouveau-né est équipé de sens fonctionnels et de réflexes archaïques qui lui permettent de percevoir et d'agir sur son milieu. Ainsi un nouveau-né peut téter ou crier. Ces comportements sont involontaires mais provoquent des réactions dans l'environnement que le nouveau-né perçoit et qu'il commence à mémoriser (ce que Piaget décrit comme des réactions circulaires qui vont se complexifier). C'est cette interaction entre des facteurs génétiques (innés) et l'apprentissage qui va permettre le développement psychologique de l'enfant puis de l'adolescent et de l'adulte qu'il deviendra. L'apprentissage est « une modification relativement durable du comportement qui résulte habituellement de l'expérience » (l'apprentissage, en psychologie, n'engage pas forcément la pensée consciente).
Les apprentissages, leurs causes, leur impact sur la pensée de l'enfant, ont fait l'objet de beaucoup de recherches dans les diverses branches de la psychologie. Les théories du béhaviorisme et le constructivisme de Jean Piaget ont d'ailleurs pour principal sujet d'étude les apprentissages bien que leurs approches théoriques et expérimentales soient fort différentes.Les cognitivistes (psychologie cognitive) ont beaucoup étudié les processus d'apprentissage, chez l'adulte d'abord, puis chez les enfants. Leurs méthodes expérimentales sont couramment utilisées pour mener des recherches sur les apprentissages et la mémorisation chez les enfants. Les recherches en psychologie cognitive sur l'enfant portent souvent sur des processus très spécifiques pour comprendre les mécanismes à l’œuvre dans les apprentissages, acquisitions, compétences et performances cognitives (détails ci-dessous). Les neurosciences cognitives du développement utilisent des techniques d'imagerie cérébrale et les méthodes de la psychologie expérimentale pour comprendre les mécanismes biologiques impliqués dans les processus cognitifs de l'enfant.

### Apprentissage de la lecture et écriture

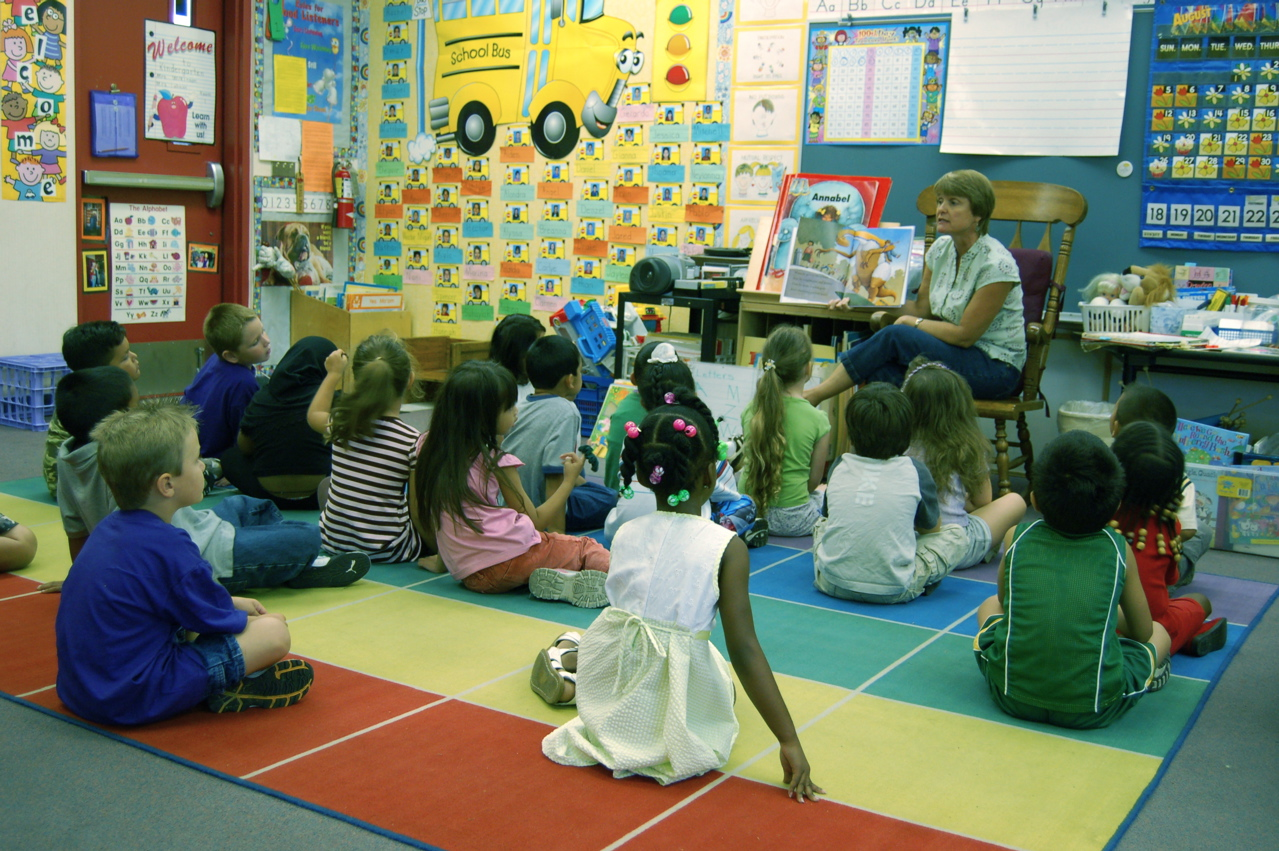
Lecture dans une école maternelle des États-Unis (2007).

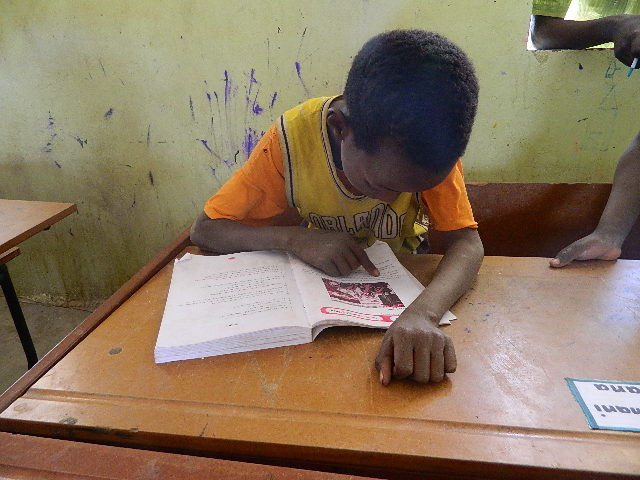
Un enfant apprend sa langue maternelle au Mali.

L'apprentissage de la lecture s'appuie sur des habiletés linguistiques qui se développent durant la période préscolaire. La conscience phonologique est l'une des compétences qui prédit l'acquisition du décodage, mise en place des correspondances grapho-phonologiques ou correspondances graphème-phonème, essentielle à l'acquisition d'un bon niveau de compétences en lecture.
La conscience phonologique est une habileté métalinguistique que possède l'enfant quand il est conscient qu'un mot est composé d'unité linguistiques plus petites. Elle se développe progressivement, lorsque l'enfant commence à prendre conscience des syllabes, des rimes, puis de certains phonèmes ou groupes de phonèmes dans le mot (par exemple, l'enfant saisit que des mots commencent par le même son, ou phonème). Cette conscience phonologique est précédée de la sensibilité phonologique. Jean Emile Gombert, chercheur spécialiste de l'apprentissage de la lecture, a décrit cette habilité comme épilinguistique, pour la différencier du terme métalinguistique qui suppose une manipulation consciente et réfléchie du langage.
L'enfant est capable de décoder une syllabe ou un mot écrit lorsqu'il comprend que l'association d'un phonème consonantique (exemple /p/) avec un phonème vocalique (/a/) résulte en une syllabe, un mot ou partie de mot (/pa/). Cette habileté est essentielle à l'apprentissage de la lecture dans les langues alphabétiques (c'est-à-dire qui utilisent un alphabet où les phonèmes sont représentés),. Elle est progressivement automatisée, ce que les psychologues cognitivistes appellent la « lecture experte » (le moment où la reconnaissance du mot écrit familier s'est automatisée et se fait sans décodage). Le passage du décodage de mot à sa lecture experte et les processus qui sous-tendent ce processus d'apprentissage est l'objet de nombreuses études en psychologie du développement et en psycholinguistique.
La lecture est également un acteur fondamental dans le processus de développement. Comme le souligne Véronique Maréchal “Jouer, c'est se développer, utiliser son intelligence, ses potentialités, sa créativité, son langage, sa sociabilité. Le jeu est source d'apprentissages. Le livre, comme le jouet, est l'outil de la lecture et du jeu avec l'autre. ”
Les troubles de la lecture peuvent avoir plusieurs origines. Un simple retard d'acquisition de la lecture peut être observé. Des troubles plus durables et plus graves peuvent être secondaires à des affections générales, état de santé physique et mentale de l'enfant : déficience intellectuelle et troubles envahissants du développement.
Un retard de lecture peut accompagner un retard scolaire et peut être le résultat d'un manque de stimulation de l'environnement (illettrisme parental).
Des difficultés d'apprentissage de la lecture apparaissent aussi quand l'enfant maîtrise peu la langue orale correspondante, c'est le cas en particulier des enfants sourds.
La dyslexie est un trouble spécifique et durable de la lecture, observé alors que le développement de l'enfant reste normal par ailleurs (l'intelligence et le développement cognitifs sont normaux ; l'enfant ne souffre pas de troubles psychiatriques, émotionnels ou sensoriels qui seraient la cause de cette difficulté). Ses origines et sa rééducation font l'objet de nombreuses recherches car leur origine semblerait être due à plusieurs facteurs. Il n'existe pas de moyens de remédier à ce trouble, mais une prise en charge par un orthophoniste permet au dyslexique d'apprendre à compenser cette difficulté. Ce trouble affecterait environ 5 à 6 % des enfants, soit environ un enfant par classe, selon une information distribuée par le ministère de la Santé en France.

### Mémoire

#### Mémoire implicite et apprentissage implicite
La mémoire implicite se met en œuvre sans effort conscient. La mémoire implicite est le résultat de processus d'apprentissages nombreux et complexes, décrit par plusieurs théories. Du fait de sa complexité, il n'y a pas de théorie unique qui en rende compte de manière exhaustive dans tous ses aspects et qui ferait l'unanimité dans le milieu scientifique. Les scientifiques étudient avec des paradigmes différents, différents types de mémoire implicite, engageant la perception, comme la reconnaissance de certains sons du langage, ou la motricité ou encore les relations avec l'environnement.
La mémoire implicite est à l’œuvre, par exemple, lorsque des comportements sont renforcés (théories béhavioristes, dites aussi comportementalistes). Par exemple, le bébé pleure, sa mère arrive pour le prendre dans ses bras. À une autre occasion, le bébé pleure à nouveau, sa mère le prend à nouveau. Le bébé apprend ainsi (mais de manière implicite) que son action provoque un comportement extérieur, comportement qu'il trouve agréable. Il va le répéter plus souvent, c'est le principe du conditionnement opérant. Dans une approche purement béhavioriste, le scientifique étudie les lois mathématiques qui régissent ces relations stimuli - réponses sans élaborer de théories ou de modèles sur les mécanismes qui sous-tendent ces apprentissages implicites. Cette position est désormais très minoritaire en psychologie: la plupart des experts cherchent à comprendre et modéliser les processus sous-jacents, processus cognitifs (approche de la psychologie du développement) et biologiques (approche des neurosciences cognitives du développement).

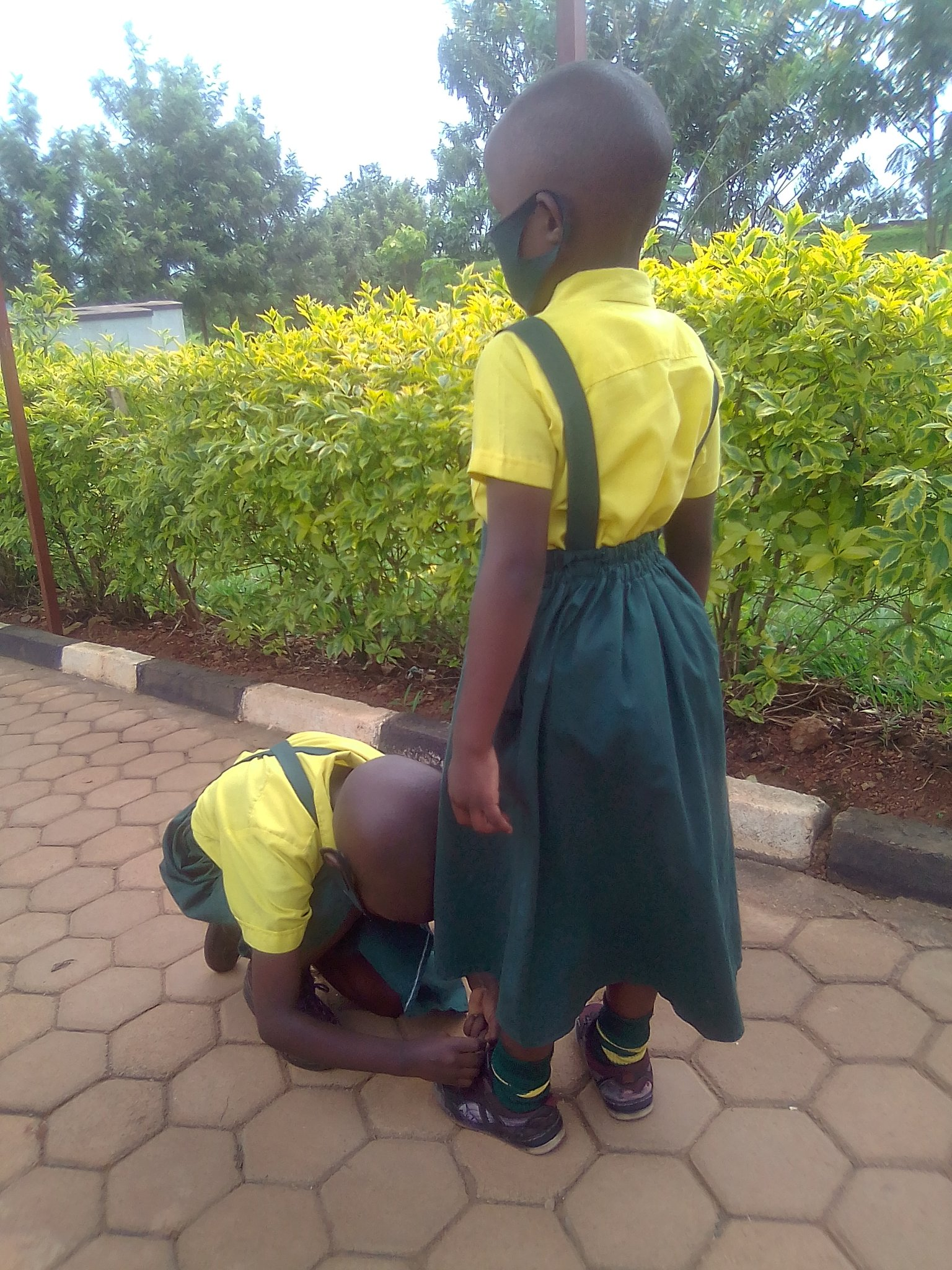
Un enfant en aide un autre à nouer ses lacets.

La mémoire implicite sous-tend tous les apprentissages moteurs, comme attraper un jouet, monter des escaliers, nouer ses lacets ou jouer du piano,. Ce type de mémoire a été modélisé par Esther Thelen, dans ses recherches sur l'acquisition de la marche chez le jeune enfant, et Paul van Geert, dans ses recherches sur l'acquisition du langage. Leurs approches forment la théorie développementale des systèmes dynamiques (en) proposées dans les années 1990,,.
La mémoire implicite explique aussi le phénomène de l'habituation, phénomène très précoce observé chez les nouveau-nés. L'habituation est une forme d'apprentissage implicite, élémentaire, révélée par le fait que le bébé montre de moins en moins d'intérêt à un stimulus qui se répète. L'habituation est très fréquente et facile à utiliser dans la recherche sur les bébés. Les paradigmes d'habituation permettent d'observer les réactions des bébés aux stimuli nouveaux et permet de faire des hypothèses sur leurs habiletés perceptives et leurs premiers apprentissages.
Les paradigmes d'habituation ont des applications intéressantes: ils permettent de détecter précocement des troubles psychomoteurs, sensoriels, ou des troubles du développement. La mémoire implicite se développe en effet dès les premiers mois de la vie (et certainement avant les autres types de mémoire et d'apprentissage). Jean Colombo, dans un ouvrage consacré à la cognition infantile, défend l'idée que des troubles précoces dans la mémoire implicite (durant la période néonatale) peuvent être des précurseurs ou indicateurs de difficultés d'apprentissage ultérieures (1993). L'habituation est défectueuse chez les nourrissons ayant un faible score d'Apgar et chez des enfants présentant des lésions neurologiques ou certains troubles de développement comme le syndrome de Trisomie 21 (cf. numéro spécial sur le sujet par le journal Neurobiology of Learning and Memory en 2009 regroupant les experts de l'habituation chez les humains et les animaux).

#### Mémoire de travail
La mémoire de travail est une forme de mémoire à court-terme. C'est la mémoire qui permet à un enfant (ou un adulte) de penser : les informations sensorielles ou les souvenirs sont traités par la mémoire de travail à court-terme pour que l'enfant « travaille » activement sur ces informations mentalement.
La mémoire de travail chez l'enfant semble apparaître vers le milieu de la première année de la vie avec le développement du cortex préfrontal, région du cerveau très impliqué dans la mémoire de travail et les fonctions exécutives. Il est possible que l'apparition de la permanence de l'objet vers cet âge soit liée à l'apparition de la mémoire de travail vers le même âge (Nelson, 1995, cité par).
La croissance de la mémoire de travail chez l'enfant permet le développement de ses fonctions exécutives : planification d'une action orientée vers un but, attention dirigée vers un stimulus, inhibition de certains comportements. Selon le modèle théorique de Alan Baddeley, les informations en mémoire de travail sont contrôlées par un système exécutif central et renvoyées en mémoire à long terme, une mémoire qui permet la rétention des informations pour de très longues périodes de temps (heures puis années) et permet aussi leur récupération, ou rappel.

#### Mémoire à long terme et mémoire déclarative (formation et rappel des souvenirs d'enfance)
Vers l'âge de trois ans et demi, les enfants commencent à former des souvenirs dont ils se souviennent plusieurs mois après, voire plusieurs années après. C'est le début de la formation de la mémoire à long terme. Sur le plan cérébral, l'hippocampe est une structure jouant un rôle clef dans la formation de ce type de mémoire.
La mémoire épisodique est une forme de mémoire à long terme. La mémoire épisodique correspond à la mémoire des événements qui se sont produits dans un lieu particulier et à un moment particulier. Par exemple, un enfant de trois ans peut se souvenir pendant plusieurs semaines d'un tour de manège qu'il a fait lors d'une sortie. On la distingue de la mémoire générique, qui est la mémoire des événements journaliers (comme la sortie de l'école et le chemin de retour de l'école à l'appartement familial, événements journaliers dont l'adulte peut se souvenir sans qu'ils soient associés à aucun épisode particulier dans le temps). La mémoire épisodique est limitée chez les jeunes enfants : ces premiers souvenirs s'estompent et disparaissent.
La mémoire autobiographique est une forme de mémoire épisodique qui réfère aux souvenirs qui forment l'histoire d'une personne,. Elle apparaît vers l'âge de trois ou quatre ans.
La mémoire à long terme de l'enfant est un sujet très discuté et très étudié en psychologie de l'enfant en raison de ses implications importantes dans les témoignages d'enfants et en particulier pour les enfants victimes d'abus sexuels. Elizabeth Loftus est une spécialiste mondiale du sujet. Elle a consacré de nombreuses études à étudier les biais dans la mémoire et les témoignages des adultes et des enfants, la fabrication et le fonctionnement des faux souvenirs, y compris des souvenirs retrouvés (en) d'abus sexuel durant l'enfance. La mémoire d'un enfant est plus fragile que celle d'un adulte (il encode moins et oublie plus) ; l'enfant est également beaucoup plus influençable aux attentes des adultes (ou aux menaces) ; enfin, l'enfant a moins de maîtrise du langage pour comprendre certaines questions qui lui sont posées ou pour y répondre de manière spécifique. C'est pourquoi ses témoignages sont plus difficiles à interpréter. Elizabeth Loftus a mis au point des techniques de recherche permettant de découvrir et étudier les souvenirs reconstruits. Beaucoup de chercheurs utilisent les méthodes de la psychologie expérimentale pour approfondir les recherches dans ce domaine important. Ils tentent de mettre au point des entrevues types qui éviteraient au maximum les biais dans les témoignages d'enfants et permettent de recueillir les témoignages des enfants de manière fiable pour permettre aux enfants de pouvoir dénoncer leurs agresseurs tout en évitant les accusations infondées d'abus sexuel.

### Intelligence et mesures standardisées de l'intelligence

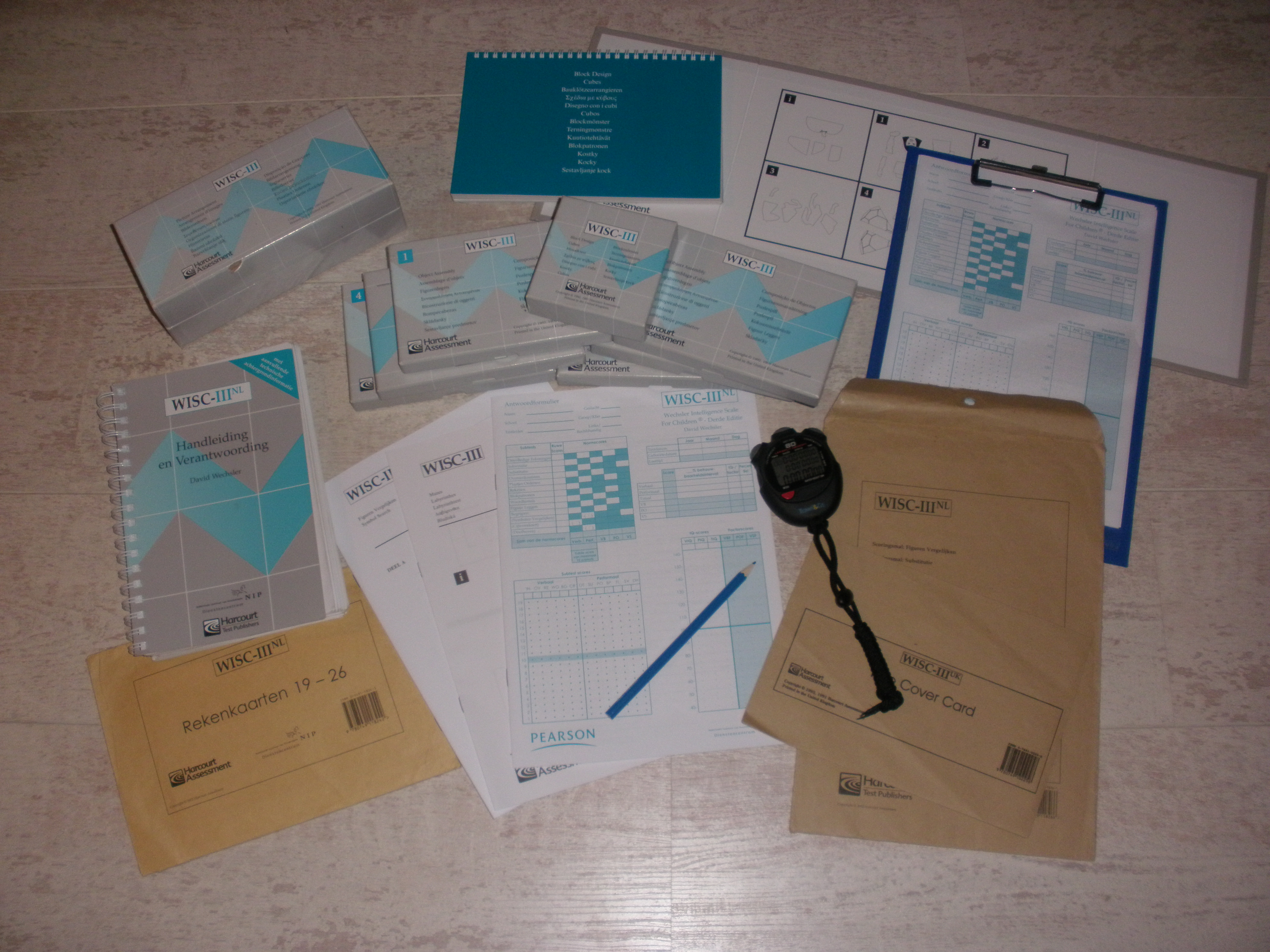
Contenu du test WISC-III (NL).

Courbe du QI : fonction de Gauss, moyenne à 100 et écart-type à 15 points.

Proportion d'individus (%) en fonction des scores de QI.

La création et la standardisation de tests d'intelligence relève de la psychométrie. Le premier test dit d'intelligence, a été créé en France par Alfred Binet et Théodore Simon en 1908 (le test Binet-Simon), non pas pour mesurer l'intelligence mais pour prédire quels individus allaient avoir des difficultés à suivre une scolarisation normale. Aux États-Unis, David Wechsler s'est inspiré de cette approche pour créer une nouvelle génération de tests de performance intellectuelle. Les tests de Wechsler sont les plus utilisés dans le monde entier. Ils sont révisés et actualisés tous les dix ans environ pour compenser l'effet Flynn. Les tests de Wechsler pour les enfants sont :
- la batterie WPPSI (Wechsler Preschool and Primary Scale of Intelligence) qui est utilisée pour les jeunes enfants d'environ 2 à 7 ans (selon les versions),
- la batterie WISC (Wechsler Intelligence Scale for Children) qui est utilisée pour les enfants et adolescents, d'environ 6 à 16 ans (selon les versions).

Les tests d'intelligence sont d'excellents indicateurs de la réussite scolaire de l'enfant.
Ils sont également fréquemment utilisés en psychologie expérimentale pour permettre de composer des groupes dont les habiletés cognitives générales (évaluées par le QI général) sont comparables.
De nombreuses études en psychologie du développement cherchent à approfondir les liens entre les habiletés cognitives précoces, telles qu'observées chez le nourrisson (en particulier la vitesse d'apprentissage dans un test d'habituation) et les performances aux tests d'intelligence quelques années plus tard: cette question est importante pour comprendre les facteurs qui influencent le développement cognitif et intellectuel de l'enfant le plus précocement possible, y compris les facteurs de risque.
Si le chercheur ou le psychologue scolaire ne s'intéresse qu'à certaines habiletés spécifiques, il est possible d'administrer seulement certains des tests de la batterie ; ainsi, un psychologue peut utiliser un test comme le WISC-4 (le numéro final indique la version) pour ne mesurer que l'intelligence non-verbale (par exemple, quand l'enfant a des troubles du langage).
D'autres tests d'intelligence ont été développés. L'échelle dite du « K-ABC » (Kaufman Assessment Battery for Children) a été développée pour tenter de répondre à une demande de tests moins dépendants des différences culturelles et des habiletés verbales des enfants.
Les tests de Wechsler et la K-ABC sont utilisés comme des outils d'information mais non comme des outils de diagnostic ; ils doivent être utilisés et interprétés par des psychologues homologués, dans le cadre de bilans ou examens psychologiques de l'enfant.
Définir et mesurer l'intelligence est un sujet très débattu dans le domaine de la psychologie de l'enfant et de la psychologie générale et a fait l'objet d'études extrêmement nombreuses. John B. Carroll a réanalysé toutes les données publiées avant lui sur les mesures de quotient intellectuel : sa méta-analyse publiée en 1993 se base sur plus de 1 500 études et a donné naissance à un modèle en trois strates (voir image ci-contre).

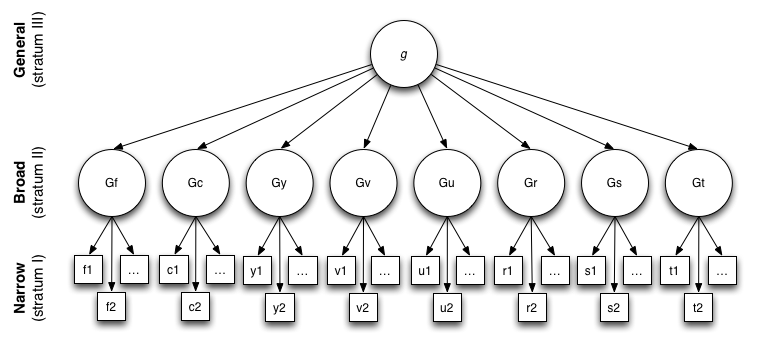
Modèle d'intelligence en trois strates de Carroll (2012). Facteur g ; intelligence fluide (If), intelligence cristallisée (Ic), mémoire générale et apprentissage (Gy), perception visuelle globale (Gv), perception auditive globale (Gu), habileté de rappel global (Gr), vitesse cognitive générale (Gs), et vitesse d’exécution générale (Gt), facteurs évalués par 70 habiletés cognitives mesurées par les tests d'intelligence

#### Controverses sur l'utilisation des tests de QI ou d'intelligence pour enfants
Les controverses sur l'intelligence de l'enfant et sur les tests qui sont supposés la mesurer sont nombreuses, sur le plan théorique mais surtout sur les applications pratiques de ces tests.
Sur le plan théorique, les débats portent sur l'existence d'une intelligence générale (facteur g) et sa signification et sa composition. Wechsler proposait de distinguer l'intelligence verbale et non-verbale. Les modèles de Raymond Cattell, John L. Horn et John Carroll (ou modèle CHC) ont permis de mettre en évidence plusieurs types d'habiletés cognitives relativement indépendantes (cf. intelligence fluide et cristallisée) qui prédisent le facteur g.
La nature de l'intelligence et son origine (la part de l'inné et la part de l'acquis) ont fait l'objet de débats parfois passionnés car certaines conclusions ont eu des portées politiques et ont alimenté certaines thèses racistes (Cf. Race et intelligence). Les tests dits d'intelligence sont dépendants des connaissances transmises et apprises à l'école. Les résultats aux tests d'intelligence sont fortement influencés par le milieu culturel dans lequel l'enfant évolue,. Un groupe de spécialistes dirigé par Ulric Neisser a travaillé sur une revue de question complète sur l'intelligence et ses mesures, en 1996 pour l'APA (American Psychological Association) et a conclu que les différences entre groupes ethniques (observations faites aux États-Unis) ne sont pas d'origine innée, mais sont attribuables a des facteurs culturels et environnementaux.
L'utilisation de tests d'intelligence dans le milieu éducatif est parfois controversée. Les détracteurs de ces tests mettent en avant plusieurs arguments contre l'utilisation de ces tests, ou mettent en garde contre le fait qu'une importance trop grande leur est donnée parfois dans le milieu éducatif et pour l'orientation scolaire de l'enfant. Ces tests privilégient en effet les enfants ayant de bonne habiletés verbales et une plus grande vitesse d'exécution. Ces tests ne mesurent ni l'intelligence sociale, ni l'intelligence émotionnelle ou d'autres compétences très importantes pour la réussite professionnelle et personnelle.
Howard Gardner, en 1983, a fortement critiqué l'utilisation de tests d'intelligence dans les milieux éducatifs (aux États-Unis) et a défendu une théorie des intelligences multiples qui a eu beaucoup d'influence dans les milieux éducatifs. Robert Sternberg a également critiqué ces tests et tenté de modéliser une théorie de l'intelligence (la théorie triarchique de l'intelligence) prenant en compte les aspects non académiques de l'intelligence,.

### Développement de la communication et acquisition du langage
Le développement du langage chez le nourrisson et chez l'enfant est un domaine d'étude qui ne relève pas proprement dit du domaine de la psychologie de l'enfant mais relève plutôt du domaine de la psycholinguistique. La psycholinguistique est une approche multidisciplinaire qui engage la psychologie cognitive (chez l'enfant, la psychologie du développement ou psychologie cognitive du développement), la linguistique (science du langage qui en analyse les propriétés), les neurosciences du langage, la psychopathologie et psychopathologie cognitive (sciences des troubles du langage et troubles de la communication), l'orthophonie (appelée aussi logopédie en Belgique et en Suisse).

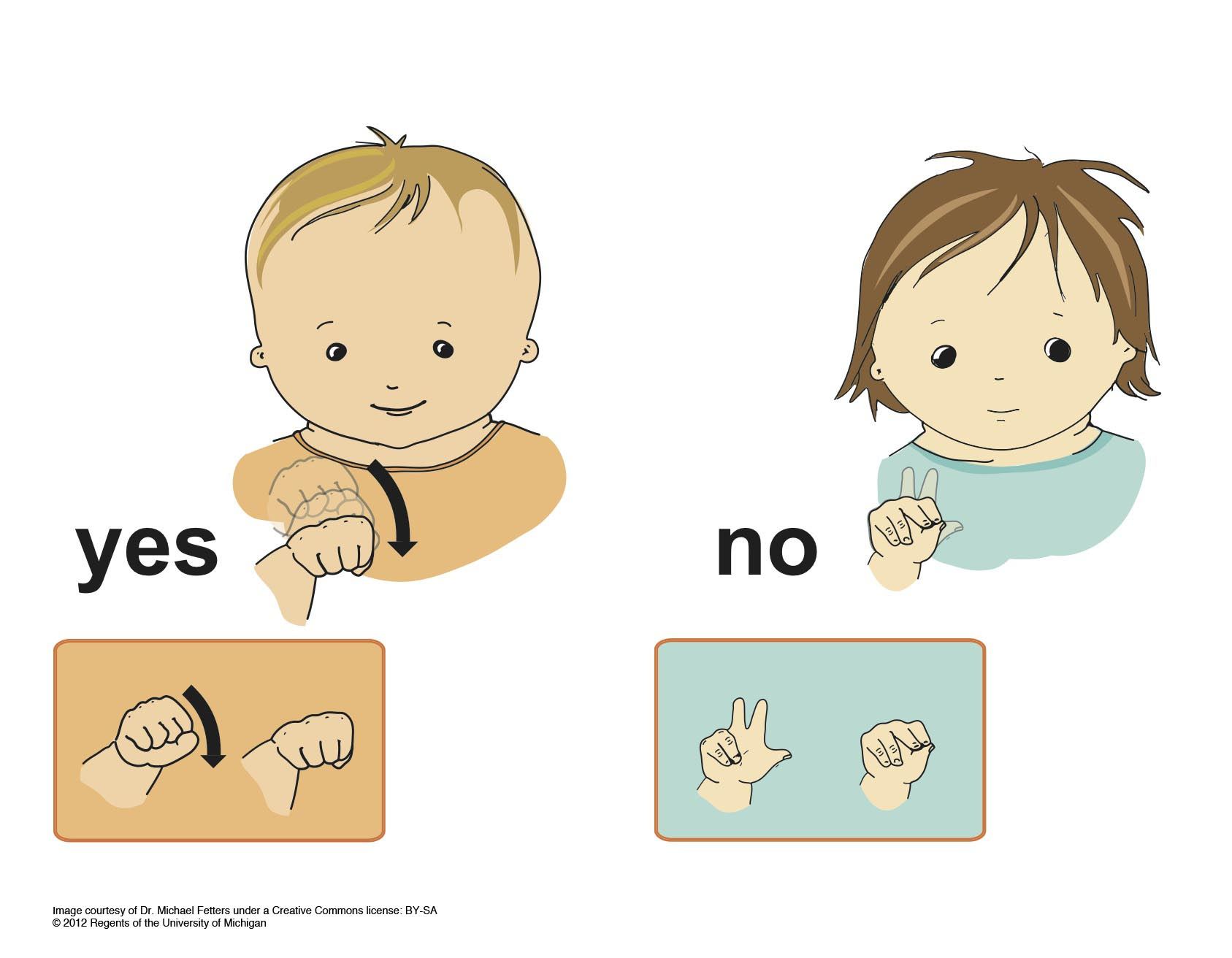
Signes Oui et Non en Langue des signes américaine pour jeunes enfants.

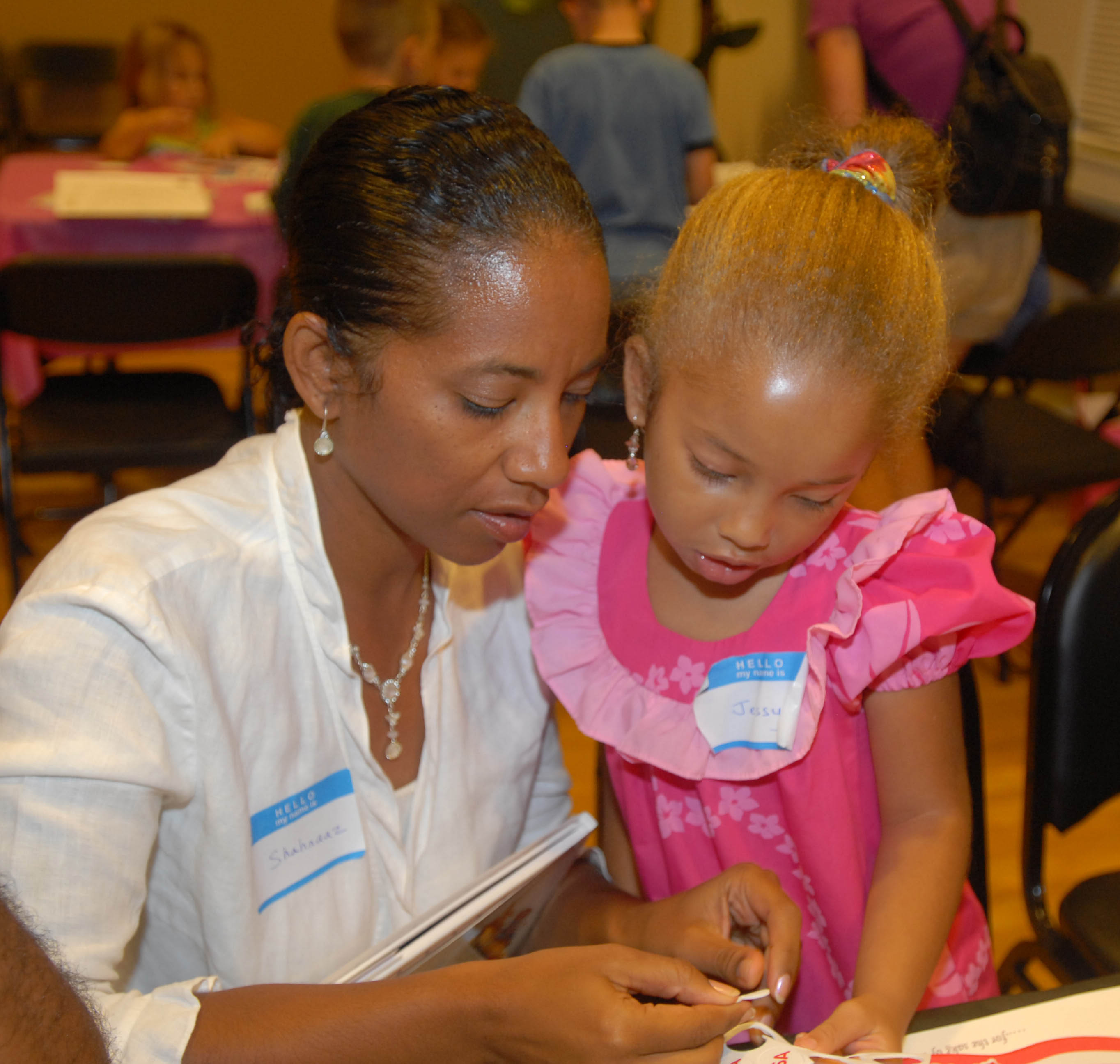
Attention conjointe parent-enfant.

Une grande majorité d'études suggèrent que le développement du langage commence avant la naissance: le fœtus peut entendre la voix de sa mère et réagir à certaines rimes et comptines que sa mère a lues à voix haute régulièrement à la fin de sa grossesse. À la naissance, un bébé montre une préférence pour la voix humaine comparé à d'autres sons, et à 4 semaines, il montre une préférence pour la voix de sa mère. Plusieurs études dans plusieurs langues suggèrent que le nourrisson de plusieurs jours ou plusieurs semaines pourrait distinguer la langue familière qui l'entoure d'une langue étrangère (qui n'a jamais été présente dans son environnement). Ce type d'habileté témoigne d'une compétence phonologique : les informations non pertinentes de la langue sont filtrées au niveau cérébral grâce à un apprentissage des régularités de la langue environnante (allophones).
La latéralisation cérébrale de la perception du langage a été observée chez des nouveau-nés de 4 jours. Ces observations précoces suggèrent que l'acquisition du langage humain n'est pas seulement le fruit d'un apprentissage mais qu'il repose également sur plusieurs habiletés innées dont le bébé est équipé dès sa naissance,.
Plusieurs études initiées dans les années 1970 ont montré que les nouveau-nés peuvent discriminer tous les sons (ou phonèmes) de toutes les langues. Cette habileté est perdue entre six mois et environ neuf mois : les enfants d'un an peuvent discriminer les phonèmes de la langue parlée autour d'eux, mais pas ceux des langues étrangères (qui n'ont pas été parlées autour d'eux). Le nourrisson est sensible aux intonations, au débit, intensité et mélodie de la parole et utilise ces indices pour ressentir les intentions de l'adulte, s'il est enclin à jouer ou est fâché.
D. Kimbrough Oller a décrit cinq étapes du langage prélinguistique reprises par Shirley Vinter pour décrire les premières étapes du développement du langage enfantin,,. Les premiers sons produits par l'enfant sont les vocalisations (pleurs, sons végétatifs). Entre 1 et 4 mois sont produits les syllabes archaïques. Un babillage rudimentaire apparaît entre 3 mois et 8 mois lorsque le nourrisson produit des sons plus graves et plus aigus et commence à combiner consonnes et voyelles. Le stade du babillage canonique (5-10 mois) commence avec des syllabes bien formées qui se répètent ("mamamama...") et se diversifient ("badata..."). Vers 12 ou 13 mois, c'est le stade de l'allongement final lorsque, progressivement, les syllabes finales des mots s'allongent et donnent un rythme à la parole. Entre 9 et 18 mois les enfants commencent à produire des mots à l'intérieur du babillage, c'est le babillage mixte.
Alors qu'ils babillent encore, les nourrissons sont capables de reconnaître et comprendre un nombre de mots de plus en plus important : ils développent leur vocabulaire (ou lexique mental), ainsi que des habiletés sémantiques et capacités pragmatiques. Les premiers mots semblent être compris vers sept ou huit mois (les noms des membres de la famille, l'animal domestique, et les objets très familiers : le doudou, le pain, le lait par exemple).
Les enfants développent spontanément des gestes expressifs qui précèdent puis accompagnent le développement de son vocabulaire : la richesse de la gamme de gestes expressifs est corrélée positivement à la diversité du vocabulaire chez les jeunes enfants. Une relation directe existe entre l'environnement psychologique et le degré de bilinguisme des enfants bilingues. Certains enfants bilingues actifs peuvent cesser de parler leur langue faible lorsque les facteurs d'entrée changent radicalement en faveur de leur meilleure langue, c'est-à-dire lorsqu'ils commencent à fréquenter garderie ou primaire.
Le nombre de mots produits augmente très rapidement après la première année et particulièrement de deux ans à trois ans, ce que les spécialistes décrivent comme une « explosion de vocabulaire »,.
L'enfant commence à produire des phrases en combinant des mots en « langage télégraphique ». L'âge d'apparition de ces premières « phrases » varie beaucoup (entre 18 mois et 24 mois). Des enfants qui commencent à parler relativement tard rattrapent souvent leur retard apparent. Les phrases se complexifient avec le temps : une syntaxe rudimentaires apparaît entre 20 et 30 mois. Vers trois ans, un jeune enfant arrive à bien se faire comprendre. Son vocabulaire et la complexité de ses phrases continuent de s'accroître (le vocabulaire peut continuer de s'accroître pendant toute la vie).
Le fait que l'enfant prenne conscience de la façon dont il manipule la langue correspond au développement de ses capacités métalinguistiques et dépend des différentes composantes du système langagier (phonétique, sémantique, morphosyntaxique, pragmatique).
L'acquisition du langage est un apprentissage social, bien que des composants génétiques préparent les enfants à développer cette habileté cognitive. Les parents et autres personnes qui s'occupent de l'enfant ont un grand impact sur les moments d'apparition des grandes étapes du langage, sur la richesse du vocabulaire de l'enfant. C'est surtout la sensibilité des parents et leurs réactions appropriées (leur attention conjointe)ainsi que leurs interactions (jeux, langage bébé) qui permet un bon apprentissage du langage, bien plus que l'exposition à un grand nombre de mots. Les nourrissons sont sensibles aux expressions d'émotions perçues sur les visages (expressions faciales) ainsi que dans les intonations du langage (recherches menées par Mechthild Papoušek et collaborateurs),.
Les enfants qui sont exposés et interagissent en plusieurs langues dans leur environnement deviennent bilingues ou plurilingues (ou multilingues). Les enfants bilingues diffèrent des enfants monolingues non seulement sur un plan linguistique, mais également sur un plan neuropsychologique ; ils évoluent souvent dans un contexte social et cultural différent de leurs paires monolingues ce qui influence leurs apprentissages.
Les enfants dont un parent est Sourd peut devenir bilingue en Langue des signes et langue orale environnante. De nombreuses études menées depuis la fin des années 1970 indiquent que l'acquisition d'une Langue des signes suit un processus parallèle à celui de l'acquisition des langues parlées,.

### Compréhension du monde et des intentions d'autrui
La compréhension du monde par l'enfant est étudiée par la théorie de la théorie (en) qui s'attache à comprendre les théories intuitives, ou implicites, que les enfants forment sur le monde qui les entoure.
La compréhension des intentions des autres est fondamentale à la socialisation et au développement affectif du jeune humain. Cette capacité est très étudiée par la psychologie du développement et par les neurosciences cognitives du développement. L'étude de la compréhension des intentions des autres (les pensées des autres) a été décrite par la théorie de l'esprit.Piaget a été le premier chercheur à étudier chez les jeunes enfants leur prise de conscience de leurs propres processus mentaux et ceux des autres en leur posant des questions : « D'où viennent les rêves ? », « que penses-tu? ».
Des recherches ultérieures ont mis en place des paradigmes expérimentaux adaptés aux jeunes enfants qui ont démontré que c'est surtout entre deux et cinq ans que la prise de conscience des processus mentaux et ceux des autres se développe. Vers l'âge de 3 ans, un enfant peut faire la distinction entre événements réels et imaginaires. À cet âge, l'enfant peut commencer à jouer à faire semblant et comprend la différence entre faire une chose et faire semblant de la faire.
Un enfant de 3 ans n'a pas encore la notion des fausses croyances, c'est-à-dire la compréhension que la représentation de la réalité peut parfois être erronée. La cognition sociale, la capacité de reconnaître et anticiper l'état émotionnel des autres, se met en place vers trois ans. Ainsi, si l'enfant se crée un ami imaginaire, il peut jouer et parler avec lui, mais est conscient que l'ami est le fruit de son imagination.
Les liens entre habiletés à comprendre les intentions d'autrui (théorie de l'esprit) et la socialisation sont complexes. Dans une étude de psychologie expérimentale menée en Angleterre sur une centaine d'enfants, des enfants de 4 ans qui ont de bonnes compétences en théorie de l'esprit montrent également plus de jeux de « faire-semblant » et d'interactions avec leurs pairs, que ceux dont les mesures aux scores en théorie de l'esprit sont plus faibles. Dans une autre étude, des enfants de 4 ans, qualifiés de « difficiles à gérer » par leurs parents, ont des performances en compréhension des intentions d'autrui plus faibles que des enfants d'un échantillon apparié. On pourrait en conclure que de bonnes compétences en cognition sociale sont la base de relations sociales de meilleure qualité, mais ce n'est pas forcément le cas. Une autre étude menée par une autre équipe, portant sur 193 enfants, montre que chez des enfants de 7 à 10 ans, des comportements de harcèlement sont observés chez les enfants très compétents en cognition sociale (« manipulateurs experts » selon les auteurs). Les harceleurs, dans l'étude, étaient plus compétents dans les tâches de cognition sociale que leurs victimes et que les enfants qui suivaient le harceleur.

### Aspect cognitif du jeu
Les jeux contribuent au développement cognitif et social de l'enfant. Sara Smilansky (en) (1963) a identifié des catégories de jeux dont la complexité cognitive va en augmentant, et a défendu l'idée que ces jeux contribuent au développement cognitif de l'enfant. Elle a distingué 4 catégories de jeux dont la complexité cognitive augmente.
1. Le jeu fonctionnel est un comportement répétitif qui implique des mouvements musculaires et une coordination motrice : faire rouler un balle, faire tourner une toupie, etc.
2. Le jeu constructif est l'utilisation d'objets pour construire autre chose : jeu de construction, dessin, peinture, bricolage, etc.
3. Le jeu symbolique est également appelé le jeu dramatique, ou jeu de faire-semblant. Il apparaît à la fin du stade sensori-moteur et est à son apogée entre 2 et 6 ans. Il remplit une fonction importante dans le développement de la personnalité est dans le développement social et affectif du jeune enfant. Le jeu symbolique comporte des jeux de rôle qui mettent en jeu la représentation et le développement de ce que les autres pensent et ressentent (théorie de l'esprit décrite plus haut).
4. Le jeu formel ou jeu de règles : marelle, balle au prisonnier, jeu des petits chevaux, échecs, etc. Ces jeux se jouent avec d'autres joueurs et ont des règles qui doivent être connues et respectées de tous les joueurs.

Les jeux contribuent tous au développement cognitif de l'enfant : ils mettent en jeu des compétences motrices ou langagières, sociales, ainsi que des compétences en résolution de problèmes (cf. ci-dessous pour l'aspect social et affectif du jeu).

## Développement affectif et social
Le développement affectif et social de l'enfant dépend de beaucoup de facteurs, de l'enfant tout d'abord, qui est unique, de son environnement (familial mais aussi culturel, historique même) et de leurs interactions qui dépendent à la fois de l'enfant et de l'environnement.
Le développement affectif et social de l'enfant et son impact sur la vie adulte fait l'objet de différentes approches théoriques et est étudié par des méthodes très diverses allant des méthodes cliniques d'observations aux méthodes expérimentales, de l'observation des bébés à celles des adultes, de l'observation des animaux à celle des humains ou encore de l'observation des comportements à celle des neurones in vitro (pour plus d'information sur les méthodes et théories, voir Psychologie du développement).
Le développement psychosexuel de l'enfant a été reconnu et décrit en premier lieu par Sigmund Freud puis par les écoles psychanalytiques, dont celle de Melanie Klein qui fut parmi les premières psychanalystes à pratiquer la psychanalyse de l'enfant. Erik Erickson a observé le développement psychosocial de l'enfant et l'a décrite dans sa théorie du développement psychosocial. Les théories de l'attachement décrivent comment l'enfant établit un lien d'affection stable, durable et réciproque, avec les personnes qui s'en occupent. Ce lien est très important pour le développement ultérieur harmonieux de l'enfant. Or l'attachement a été décrit par les théories de l'apprentissage (par conditionnement), par l'éthologie (Konrad Lorenz et la théorie de l'empreinte observée chez les animaux), par la théorie psychanalytique (Donald Winnicott) et l'approche éthologico-psychanalytique (John Bowlby). La psychologie expérimentale s'est intéressée plus tardivement au développement émotionnel et social de l'enfant (historiquement, c'est d'abord l'étude de la cognition qui a retenu l'attention des chercheurs en sciences expérimentales au XXe siècle). Les neurosciences s'intéressent également au sujet (neurosciences affectives et neurosciences sociales).

### Développement affectif et social précoce (0 à 2 ans)
Les premiers signes du développement social s'observent dès la naissance. De la naissance à 3 mois, les nourrissons commencent à interagir avec ce qui les entoure, manifestent de la curiosité et sourient vers l'âge de 6 semaines. Les premiers échanges entre le nourrisson et la personne qui s'occupe de lui se produisent de 3 mois à 6 mois (« première période sociale ») : le nourrisson rit souvent, gazouille, mais se montre également méfiant ou fâché. Vers 9 mois, le nourrisson peut devenir craintif envers une nouvelle personne (phénomène de peur de l'étranger) et peut montrer des signes de détresse lorsque la personne qui s'occupait de lui disparaît temporairement (phénomène d'anxiété de séparation). En grandissant, les jeunes enfants apprennent petit à petit à mieux communiquer leurs émotions, à exprimer toute une gamme d'émotions d'intensité variée, ainsi qu'à gérer leurs émotions. Soutenus par leur environnement, ils vont développer plusieurs habiletés affectives et cognitives, comme la conscience de soi, l'estime de soi, la confiance en soi ainsi que leur identité (détails ci-dessous). Leurs relations sociales, sous-tendues par l'attachement, se diversifient et se complexifient ; leurs comportements pro-sociaux et anti-sociaux se développent, apparaissent, se modifient et évoluent avec l'âge (détails ci-dessous).

#### Conscience de soi
Le bébé ne semble pas être conscient de sa propre existence. La conscience de soi s'acquiert et se développe (cf. revues de question par Susan Harter, 1998, 2003).
Henri Wallon est le premier psychologue à avoir suggéré, dans un article de 1931, que le fait que le jeune enfant se reconnaisse dans un miroir est un indice d'une reconnaissance de soi, qui a un lien étroit avec l'apparition de la conscience de soi. Or le bébé ne se reconnaît pas dans un miroir. L'âge auquel il peut le faire ainsi que l'interprétation de ce phénomène a été longuement discuté dans les divers champs de recherche en psychologie. Le psychologue français René Zazzo, spécialiste de l'enfance, a beaucoup discuté ce phénomène. En psychanalyse, Jacques Lacan a développé le concept du stade du miroir. En psychologie expérimentale, la tâche du test du miroir a été créée par un éthologue, Gordon G. Gallup, vers 1970, pour explorer la conscience de leur propre corps chez les animaux. Le test du miroir est également utilisé par les psychologues du développement pour tester la reconnaissance de soi ou de son image physique chez le jeune enfant sur un plan expérimental. Le principe en est le suivant : une tache rouge (ou un papier auto-collant de couleur) est mise sur le nez ou le front de l'enfant à son insu (la tâche est parfois appelée « rouge removal » en anglais). Les réactions de l'enfant devant le miroir sont enregistrées. Si l'enfant passe la main sur son visage pour toucher la tache rouge, c'est qu'il a conscience que le reflet dans le miroir est le sien. Vers 15 mois, certains jeunes enfants remarquent la marque colorée ajoutée et touchent leur visage ; et vers 24 mois tous les enfants réussissent la tâche.
La reconnaissance de soi est aussi testée avec des photographies et vidéos, et les résultats suggèrent également que le jeune enfant semble reconnaître sa propre image entre 1 an et demi et 2 ans.
Lorsque l'enfant commence à parler, l'utilisation du pronom personnel « je » ou « moi » est une manifestation de la conscience de soi. L'utilisation des pronoms personnels « je » et « moi »apparaît entre 20 et 24 mois.

#### Sourire et reconnaissance sociale
Le sourire, tout comme l'expression d'autres émotions, est un moyen de communication typique de l'espèce humaine que le nourrisson emploie spontanément. Les premiers sourires générés par un stimulus (caresse, voix familière) apparaissent vers l'âge de deux semaines. Le sourire social, qui se produit lors d'une interaction survient vers l'âge de trois semaines. C'est vers deux mois que le sourire social apparaît à la vue d'un visage familier. Les premiers éclats de rire apparaissent vers 4 mois (chatouilles) puis vers 6 mois le bébé réagit aux jeux vocaux ou jeux visuels que ses parents initient (sons bizarres, cache-cache derrière une serviette). Sur un plan cognitif, ces émotions indiquent que l'enfant mémorise (les voix, les visages familiers) et qu'il commence à acquérir la permanence de l'objet ;et sur un plan social, le sourire fait partie d'une gamme d'émotions qui se complexifie lorsque la conscience de soi et la reconnaissance des personnes apparaît.

Pour développer ses interactions sociales, l'enfant s'appuie sur ses capacités de reconnaissance des visages et sa reconnaissance des émotions. Par exemple, il reconnait la peur  avant le sourire, comme le montre Laurie Bayet et ses collaborateurs. 

### Attachement
L'attachement est une notion qui a été développée et étudiée cliniquement et expérimentalement par John Bowlby (à partir de 1969), influencé par les théories psychanalytiques de Donald Winnicott et les découvertes de l'éthologie sur l'empreinte (cf. Konrad Lorenz). Chez le nourrisson humain, les signes de l'attachement apparaissent au quotidien vers 8 mois lorsque l'enfant montre des indices d'une peur de l'étranger lorsqu'une nouvelle personne (inconnue de lui) est en présence de sa mère (ou autre personne qui remplit ce rôle) puis en l'absence de sa mère. Durant la même période, le nourrisson montre également une certaine méfiance des objets nouveaux.
Au fil des mois, puis au fil des années, l'enfant développe de nouvelles relations sociales plus complexes avec de nouvelles personnes. La théorie de l'attachement prédit que la sécurité de ces nouveaux attachements (dont il fera l'expérience tout au long de sa vie), dépend en grande partie de la qualité de sa relation d'attachement primaire avec sa mère (mot pris dans son sens large, caregiver, c'est-à-dire toute autre personne qui s'est occupée régulièrement du nourrisson). Mary Ainsworth a développé une situation expérimentale lui permettant de classer les nourrisson en fonction du type d'attachement montré dans le test de situation étrange (en). De nombreuses études expérimentales et observations ont été menées à partir de cette situation expérimentale pour mieux comprendre les liens entre les formes d'attachement précoce et le développement émotionnel et social ultérieur.
L'attachement a une grande importance sur les compétences émotionnelles, cognitives et sociales des individus : plus l'enfant s'est attaché de façon sécurisante à l'adulte qui s'est occupé de lui (on parle d'attachement sécure ou sécurisant), plus il lui sera facile de s'en détacher et de développer de bonnes relations avec d'autres personnes ; il sera plus souvent mieux adapté socialement, aura plus d'amis, se montrera plus curieux, plus empathique, plus confiant en lui-même, présentera moins de problèmes de comportement à l'âge scolaire et à l'adolescence. Des études montrent des liens de cause à effet entre les situations de séparation précoce prolongée et des troubles ultérieurs, troubles psychopathologiques et troubles de personnalité (cf. hospitalisme).
Les études de psychologie interculturelle du développement montrent que l'attachement dépend non seulement du style parental mais aussi du contexte socioculturel. Dans leur revue de question, Inge Bretherton et Everett Waters indiquent, par exemple, que les mères allemandes encouragent l'indépendance du bébé et le laissent plus facilement aux soins de personnes tierces, tandis que les mères Japonaises tendent à ne pas laisser leurs bébés aux soins d'autres personnes, ce qui se traduit par des réactions différentes des nourrissons lors des mesures d'attachement,.

### Genre et différenciation sexuelle

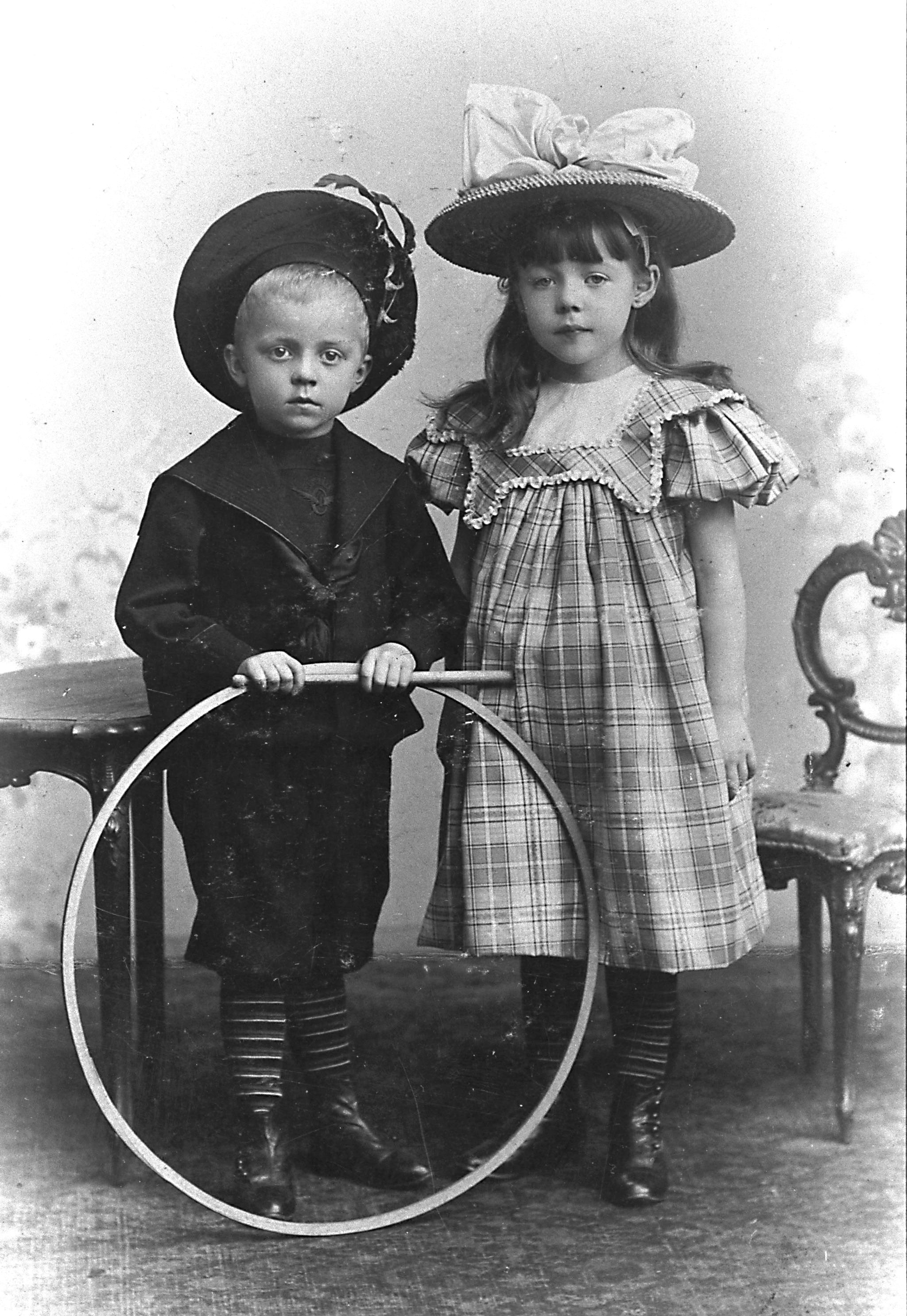
Frère et sœur en 1900.

Les différences psychologiques observées entre garçons et filles peuvent être dues à leurs différences physiques et biologiques (par exemple, les bébés garçons sont généralement plus lourds et plus forts, les jeunes garçons courent plus vite que les filles du même âge). Cependant beaucoup de différences entre fille et garçon, sur le plan psychologique, sont d'origine sociales. Les spécialistes distinguent le sexe et le genre. Les psychologues préfèrent parler de différences entre les genres plutôt qu'entre les sexes en raison de l'importance de l'environnement sur ces différences. Ces différences sont le principal objet d'étude des études de genre (psychology of gender, en anglais).

Valeurs du d de Cohen : une valeur d faible indique que les deux courbes de Gauss se chevauchent et que les différences entre les deux populations sont minimes.

Le développement psychologique des garçons et des filles diffère sur certains plans et ces différences sont plus ou moins importantes selon les compétences étudiées. Cependant, dans une large mesure, le développement des garçons et des filles est plus semblable qu'il n'est différent. Les tailles des effets (des différences entre filles et garçons) observés dans le domaine cognitif sont généralement minimes et ne portent que sur quelques habiletés cognitives bien spécifiques, mais pas sur le niveau intellectuel général.
Les différences garçon-fille dans le domaine émotionnel, social et en psychopathologie, sont plus nettes et apparaissent vers l'âge de 4 ou 5 ans. Cependant, elles ne sont observées que sur de larges groupes et n'ont pas de valeur prédictive pour un individu en raison d'une forte variance ou variabilité statistique et d'un d de Cohen (en) (cf. schéma ci-contre) généralement minime ou faible (sous une valeur de 0.2 ce qui est considéré comme un différence faible). Dans ce domaine, les différences les plus grandes sont observées sur les comportements agressifs (plus souvent observés chez les garçons que chez les filles à partir de l'âge préscolaire), l'empathie et l'obéissance aux règles (scores plus élevés chez les fillettes à partir de l'âge préscolaire, voir détails ci-dessous), et les préférences pour certains jouets.

#### Identité de genre
L'identité de genre d'un enfant réfère à ce que l'enfant perçoit de lui-même, de sa propre identité sexuelle. Elle commence autour de deux ans et est pleinement développée vers 5 ou 6 ans. Freud fut le premier à en chercher les causes, qu'il a développées dans sa théorie psychanalytique du complexe d’Œdipe. Le complexe d'Électre est un terme utilisé par Carl Gustav Jung « comme synonyme du complexe d'Œdipe féminin » par rapport au complexe d'Œdipe du garçon chez Freud.
Lawrence Kohlberg, dans les années 1960, a proposé un modèle développemental cognitif expliquant et décrivant le développement de l'identité de genre. Dans son modèle, l'enfant acquiert des données (cognition) sur son sexe et agit en fonction de ces données (comportemental). Ce développement commence entre 2 ans et 3 ans 1/2, stade de l'identité de genre de base (basic gender identity), pendant lequel l'enfant devient conscient qu'il appartient à un genre particulier, garçon ou fille, et que ce label s'applique à d'autres personnes. Au stade de la stabilité du genre (3 ans 1/2 à 4 ans 1/2), l'enfant comprend que le sexe est permanent, mais il pense que le sexe est lié aux apparences. Enfin vers 4 ans 1/2 et 7 ans, au stade de consistance du genre (gender consistency) l'enfant réalise que le sexe ne change jamais, quelle que soit la situation.
La théorie de l'apprentissage social (ou théorie sociale cognitive) de Bandura rend compte de certains des aspects de l'identité de genre. Cette théorie directement inspirée du béhaviorisme met l'accent sur le rôle de l'imitation de modèles de comportements. Bandura défendait l'idée que les enfants imitaient plus fréquemment les modèles de leur sexe.
Enfin la théorie du schème du genre de Sandra Bem postule que l'enfant crée des représentations mentales des genres sur la base des normes culturelles environnantes. Il intégrerait ensuite ces comportements dans le schème du genre et adapterait son comportement.
Ces théories ont toutes leurs limites. Aucune ne fournit une explication exhaustive de tous les processus psychologiques et biologiques impliqués.
Il arrive qu'un enfant se sente d'un sexe différent de celui de son acte de naissance (sexe apparent à la naissance) ; parfois l'enfant l'exprime très tôt, vers deux ou trois ans. Il est possible, dans un tel cas, que l'enfant soit transgenre.

### Cognition sociale

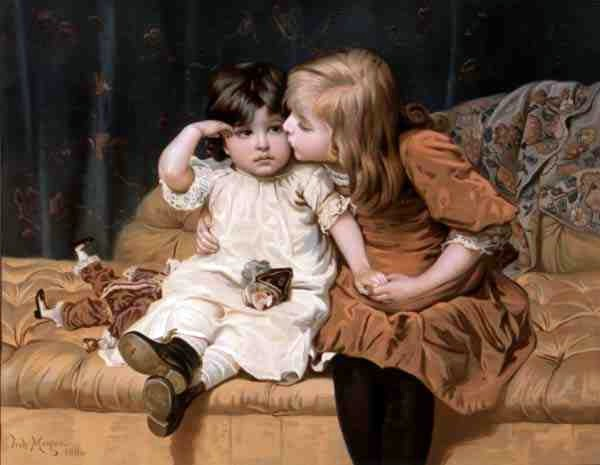
Une enfant perçoit et répond à la détresse d'un enfant plus jeune dont le jouet est cassé (1888).

Dans les livres de référence en psychologie de 1930 à 1980, les compétences cognitives et sociales des enfants ou des adultes ont été présentées et étudiées séparément, malgré l'importance qu'attribuait Piaget à la motivation et aux affects. Avant 1980, l'étude du développement social de l'enfant étaient centrées sur la théorie de l'attachement et sur des mesures sociométriques de popularité de l'enfant dans son groupe de pairs. Le champ d'étude de la cognition sociale s'est développé à partir des années 1980 pour intégrer les deux approches. Ce champ de recherche s'intéresse aux relations interpersonnelles des enfants en lien avec leur perception et compréhension des autres : leur reconnaissance des émotions, leur compréhension des émotions, leur compréhension des intentions d'autrui (théorie de l'esprit).
Un des aspects importants des interactions avec d'autres est la réponse aux émotions des autres. Elle est observée précocement dans les conduites dites de référence sociale (social referencing): quand les bébés sont dans une situation nouvelle, ils regardent leur mère (ou adulte familier) pour observer leurs réactions, continuer leur action s'ils perçoivent de l'approbation, ou s'arrêter s'ils perçoivent de la tristesse ou de la peur. Ce phénomène a été étudié dans l'expérience de la falaise visuelle (en) par exemple. La référence sociale s'avère très utile pour le nourrisson qui ne peut pas encore comprendre la complexité des situations et utilise donc les émotions des autres pour guider ses comportements : continuer ou arrêter.
Plus l'enfant grandit, plus il comprend les sentiments plus complexes, comme la culpabilité ou la honte par exemple. Susan Harter (en 1996) a proposé plusieurs niveaux de compréhension des émotions contradictoires (certains auteurs parlent alors de sentiments plutôt que d'émotions) en fonction de l'âge des enfants. L'habileté de l'enfant à verbaliser une émotion contradictoire se met également en place au fil des années.

#### Comportement prosocial
Le comportement prosocial est un comportement volontaire visant à aider une autre personne. C'est un comportement altruiste : l'enfant aide l'autre, par exemple en partageant ou donnant son jouet, sans attendre une récompense en retour. 

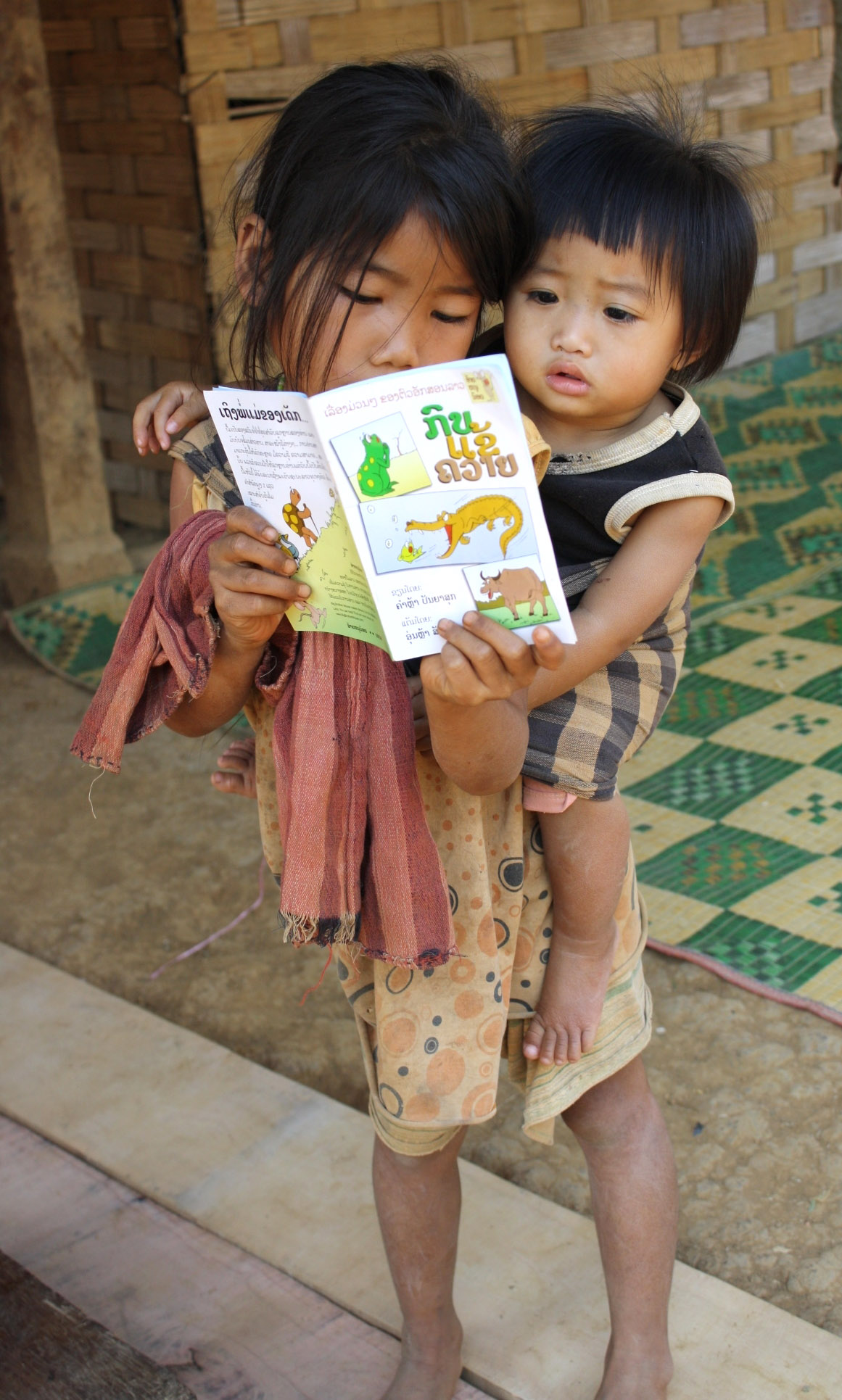
Deux sœurs partagent un livre : la grande sœur montre un comportement prosocial envers sa cadette (Laos).

Les enfants commencent à montrer des comportements indiquant une empathie dès l'âge de deux ans. Ceux qui ont développé un attachement sécure (ou sécurisant) durant leur première année de vie ont plus de chance de développer de bonnes relations sociales ultérieurement.
Certaines recherches suggèrent que le comportement prosocial des jeunes enfants d'âge préscolaire est corrélé avec certains traits prosociaux trouvés chez les parents (Cf. l'ensemble des recherches de Nancy Eisenberg sur le thème du développement des conduites prosociales chez les enfants et adolescents,. Ce type de recherche est difficile à mener, c'est pourquoi certains résultats restent controversés. De plus, les expériences en laboratoire portant sur les traits ou comportements prosociaux souffrent de leur faible validité écologique (en) car il est difficile de générer et observer des traits véritablement prosociaux dans des situations artificielles
Les expériences portant sur les comportements prosociaux des enfants entre eux sont plus faciles à mener. Les enfants les plus âgés d'une fratrie ont plus d'opportunités de développer des comportements prosociaux car ils sont incités à prendre soin et protéger leur jeune frère ou sœur. L'effet de position dans la fratrie a été démontré dès l'âge de un an et deux ans. Plusieurs études ont montré que les sœurs plus âgées montrent plus souvent des conduites prosociales que les enfants cadets (revue par Eisenberg et Fabes). Les comportements pro-sociaux augmentent avec l'âge de l'enfant ; ils sont plus souvent observés chez les filles, cependant les différences observées entre filles et garçons sont minimes (Eisenberg et Fabes).

#### Amitié
Lorsque le jeune enfant joue en dehors de la famille et avec d'autres enfants, à la crèche puis à la maternelle par exemple, il commence à tisser des liens d'amitié avec d'autres enfants. Les liens d'amitié se font souvent avec des enfants du même sexe et du même âge, car il s'agit d'enfants qui aiment partager les mêmes types d'activités. Les liens d'amitié changent au fil des années. Pour l'enfant d'âge préscolaire, l'ami est lié à la situation : c'est l'enfant qu'il retrouve souvent dans une situation donnée et à un moment donné. Brian Bigelow et John La Gaipa ont exploré systématiquement les attentes des enfants, âgés de 6 à 14 ans sur un large échantillon (observations menées aux États-Unis dans les années 1970). Jusqu'à sept ou huit ans, les enfants auxquels les expérimentateurs demandaient d'expliquer leur amitié avaient des réponses que les auteurs ont qualifiées de « pragmatiques » : l'ami est celui auprès de qui l'enfant aime rester car il le gratifie ; l'ami est l'enfant disponible pour jouer, qui a des jouets intéressants, ou qui aime jouer aux mêmes jeux . Ces attentes se modifient. Vers 10 ou 11 ans, les enfants attendent de leurs amis qu'ils partagent les mêmes valeurs et règles, et qui leur montre leur loyauté en public. Vers 11 et 13 ans, les enfants attendent de leurs amis non seulement des intérêts communs, mais également de la compréhension. Les confidences intimes (self-disclosure) jouent un rôle de plus en plus important dans l'amitié qui continue à l'adolescence,.
Tout comme chez les adultes, l'amitié chez l'enfant est une source de bien-être et augmente l'estime de soi à condition que le soutien soit réciproque et intime ; ou elle peut être source de problèmes lorsque l'ami est peu social, antisocial, ou que la relation amicale est instable et fragmentée.

#### Comportement antisocial et agressivité
L'agressivité est un comportement externalisé très fréquent pendant la petite enfance. Chez le jeune enfant, l'agressivité instrumentale est un comportement dirigé vers un but : jusqu'à environ 5 ans, les enfants l'utilisent pour obtenir ce qu'ils désirent, un jouet par exemple. À mesure que leur contrôle de soi augmente, ainsi que leurs compétences langagières, les enfants utilisent de moins en moins les comportements agressifs (les remplaçant par des mots éventuellement).
Dans une expérience devenue classique, en 1961, l'expérience de la poupée Bobo, Bandura démontra que l'enfant développe des conduites calmes ou agressives en fonction du modèle reçu (théorie de l'apprentissage social)
Richard E. Tremblay, chercheur spécialiste de la socialisation des enfants et de la prévention de la violence a contredit le modèle de Bandura : il a observé en effet que les comportements agressifs de l'enfant augmentaient dans la petite enfance mais qu'ils diminuaient en fréquence à partir d'environ 3 ans et demie, au lieu de continuer à augmenter (ce que la théorie de Bandura suggérerait). Il a soutenu que la question la plus intéressante n'était pas de comprendre comment les enfants apprenaient et imitaient les comportements agressifs, mais à l'inverse, comment ils apprenaient à ne plus agresser. Il a proposé des interventions précoces dans les milieux éducatifs et mis en place des études longitudinales de très large ampleur pour étudier ce phénomène .
Plusieurs facteurs sont suspectés être à l'origine des comportements agressifs de l'enfant et ces facteurs peuvent se combiner : le genre (les garçons sont trois fois plus à risque de développer des comportements agressifs que les filles) ; le tempérament de l'enfant (enfants « difficiles », ayant peu de contrôle de soi et une émotivité intense) ; le comportement parental (les parents en situation de pauvreté et détresse sociale, et disposant de peu de soutien social de la part de leur entourage ou des services sociaux) ; une discipline trop sévère (voir style parental) ; un manque de comportement chaleureux de la part des parents (qui peut être dû au stress et à une dépression maternelle) résultant en un attachement insécurisant ; l'exposition à la violence adulte dans l'entourage.
Malgré des conditions de vie défavorables, et à situation comparable, beaucoup d'enfants font preuve de résilience et ne développent pas de troubles de comportement particuliers.
Des comportements agressifs à l'âge scolaire associés à l'échec scolaire sont corrélés à la délinquance, c'est pourquoi les comportements antisociaux et agressifs font l'objet de beaucoup d'études en psychologie, sociologie, criminologie, pour en comprendre les origines (dans un but préventif) et leurs remédiations.

### Mort et deuil
La perception de la mort par l'enfant, ainsi que ses réactions émotionnelles face au deuil ou à la maladie incurable, varient énormément en fonction de son âge et de sa maturité cognitive et émotionnelle. Sa compréhension de la mort évolue à mesure que se développe sa pensée logique, sa compréhension de la disparition et sa compréhension du temps. Sur le plan émotionnel, ses peurs et son deuil sont différents de ceux d'un adulte.
Lorsqu'un enfant souffre d'une maladie incurable, comme le cancer, sa compréhension et sa perception de sa propre mort est différente de celle de l'adulte et son besoin de comprendre la mort est important, urgent et concret,. L'enfant souffrant de maladie incurable et ses proches (parents ; frères et sœurs) peuvent être accompagnés par une équipe médicale et un(e) psychologue clinicien(ne) spécialisés en soins palliatifs.

## L'enfant dans son milieu familial
La famille offre au nouveau-né le premier contexte du développement affectif et social. Le type de famille et les processus familiaux dans lesquels l'enfant grandit influencent tout son développement psychologique. La famille est elle-même influencée par la culture environnante et par l'époque.
La vie d'un humain commence parfois avec le désir d'enfants des parents (il peut aussi être absent dans le cas de grossesse indésirée). Ses origines en sont complexes. Le besoin d'enfant correspond à un désir d'ordre biologique (Freud parlait d'un instinct chez la femme). Il est la conséquence du sentiment d'amour dans le couple, l'envie de prolonger (soi même ou son partenaire ou sa famille) à travers un autre être vivant. Il peut aussi résulter du désir de plaire au partenaire (par exemple un homme veut faire plaisir à sa femme qui a très envie d'un enfant). L'enfant commence à exister dans l'imaginaire des parents,. Les représentations et attentes maternelles durant la grossesse ont un impact sur le développement de certains traits de personnalité, par exemple l'attachement.
Au sein de la famille, plusieurs processus ont été décrits pour rendre compte des interactions entre l'enfant et ses parents (on parle aussi de caregiver pour distinguer le parent qui s'occupe de l'enfant de ses parents au sens biologique). La régulation mutuelle (ou synchronie) est la capacité d'un parent de bien percevoir les signaux émis par l'enfant et d'y répondre de manière adaptée (cf. paradigme du visage inexpressif mis au point par Edward Tronick, psychologue du développement et psychanalyste, en 1978). L'autorégulation est le processus par lequel le jeune enfant contrôle ses comportements en fonction des attentes sociales : par exemple, un enfant ne va pas mettre sa main sur la porte du four car son père lui a dit auparavant de ne pas le faire. L'autorégulation fait appel aux compétences cognitives et au contrôle émotionnel. La régulation mutuelle aide les enfants à développer leur autorégulation, de même qu'un attachement sécurisant et le fait que les parents permettent l'autonomie de l'enfant pendant certaines périodes (contrôle chaleureux),. La référence sociale, dont il a été question ci-dessus, réfère au fait que, lorsqu'une situation est ambiguë pour le jeune enfant, l'enfant regarde les expressions du parent pour orienter son comportement. Enfin, la socialisation est l'apprentissage des comportements considérés comme appropriés dans la société dans laquelle l'enfant grandit. La socialisation repose sur l'intériorisation des règles, les premières règles étant apprises au sein de la famille.

### Style parental
Le style parental, en psychologie de l'enfant, réfère à certaines théories qui mettent en relation certains patterns d'approches parentales et leurs conséquences sur le développement et les performances de l'enfant soit pendant son enfance, soit plus tard durant l'adolescence et l'âge adulte. Les études de Diana Baumrind (débutées dans les années 1960) qui utilisaient des entretiens, tests et observations des comportements dans la famille, ont mis en évidence trois styles parentaux statistiquement liés à certaines tendances dans les comportements ou compétences de l'enfant. Baumrind a décrit trois types de styles parentaux : les parents autoritaires (sévères, arbitraires, peu chaleureux qui atteignent la dignité personnelle par l’ordre, de la menace et de l’autoritarisme) , les parents permissifs (chaleureux mais non exigeants), et les parents démocratiques (ou directifs) à la fois chaleureux et valorisant l'individualité de l'enfant mais également fermes dans le maintien des normes de comportement. Le style démocratique serait celui qui présente les avantages les plus nombreux sur les compétences socio-émotionnelles des enfants.
Plusieurs critiques ont été faites à ces études. Ces études ne tenaient pas suffisamment compte des différences innées (en particulier le tempérament de l'enfant). Les études ne prenaient pas en compte les différences culturelles (minorités asiatiques aux États-Unis vs majorité caucasienne) et les différences de milieux social (milieux pauvres avec délinquance élevée vs quartiers et milieux sociaux classe moyenne ou privilégiée).
Les recherches ultérieures ont corroboré et approfondi la compréhension des liens entre styles parentaux et comportements des enfants. Dans les années 1980, Eleanor Maccoby et John Martin ont mis en évidence un quatrième style parental, les parents négligents (non exigeants et non chaleureux). Ces quatre types de styles parentaux sont retrouvés dans des études expérimentales ultérieures (aux États-Unis).
D'autres styles parentaux ont été décrits. Des psychanalystes ont observé et décrit des parents narcissiques. En début de XXIe siècle, on voit apparaître le terme de parents hélicoptères (surprotecteurs).
Les pratiques éducatives parentales référent à « l’ensemble des différents moyens qu’adoptent les parents pour éduquer et socialiser leur enfant (Hamel, 2001) ».

### Violence familiale, maltraitance et abus sexuels
On qualifie de violences familiales des violences exercées au sein de la famille, au sens large. L'expression regroupe aussi bien les faits de violence conjugale, de violences faites aux enfants, aux ascendants, ou à tout membre de la famille élargie, dès lors qu'elles partagent le même toit, voire, selon les cultures une communauté proche.
La maltraitance sur mineur (ou maltraitance à enfant) désigne de mauvais traitements envers toute personne de moins de 18 ans « entraînant un préjudice réel ou potentiel pour la santé de l’enfant, sa survie, son développement ou sa dignité ».
L'Organisation mondiale de la santé (OMS) inclut dans ces mauvais traitements toute violence ou négligence, physique ou affective, notamment les sévices sexuels et l'exploitation commerciale.
« Environ 20 % des femmes et 5 à 10 % des hommes disent avoir subi des violences sexuelles dans leur enfance, et 23 % des personnes déclarent avoir été physiquement maltraitées dans leur enfance ». Les victimes sont souvent dépendantes et sans défense. La maltraitance a souvent des conséquences durables sur la santé physiologique et psychique. De plus, elle a fréquemment des conséquences majeures sur le développement, ce qui se traduit dans le bonheur ou les souffrances, voire dans la maltraitance des adultes qu'ils deviendront.

### Facteurs de risque et facteurs de résilience
De nombreux facteurs influencent les parents et leurs comportements envers leurs enfants.
Les croyances (non pas au sens religieux, mais au sens de théories implicites) des parents influencent beaucoup de leurs comportements. Par exemple, des parents peuvent être persuadés que leur garçon hyperactif est normal parce que tous les garçons sont comme hyperactifs ; par conséquent, ils ne vont pas prendre des mesures pour mettre des limites à ses comportements excessifs.
L'approche sociologique et épidémiologique montre que certaines conditions de vie et certains facteurs relatifs aux parents et au couple influencent positivement ou négativement le bien-être des enfants (âge des parents, dépression parentale, qualité de l'emploi parental, harmonie conjugale, etc.).
L'histoire des parents, la manière dont ils ont été élevés et traités eux-mêmes en tant qu'enfants, leurs événements de vie (y compris certains traumas) et leurs expériences antérieures jouent un grand rôle dans les comportements parentaux.
Le soutien ou support social (en) présent dans le réseau social (grands-parents, communauté religieuse, amis, voisins, structures du quartier où loge la famille, etc.) a un rôle positif en soutenant les parents sur plusieurs plans, matériellement, émotionnellement (distractions, écoute et soutien psychologique), cognitivement (partage d'informations).
La pauvreté a une influence négative sur le bien-être de l'enfant pour des raisons multiples : niveau de stress élevé, conflits conjugaux plus fréquents, environnement malsain, et attitude parentale plus punitive de manière générale .

## L'enfant dans le milieu scolaire
La psychologie scolaire est appliquée aux enfants et à leurs familles (section 16 de l'APA). L'approche est individuelle et utilise les méthodes de la psychologie clinique. La psychologie de l'éducation est une discipline qui s'attache à comprendre le développement de l'enfant dans les milieux scolaires et dans les autres situations d'apprentissage, en relation avec les méthodes d'enseignement, les programmes, et toutes les applications issues des théories de l'apprentissage et de l'enseignement. 

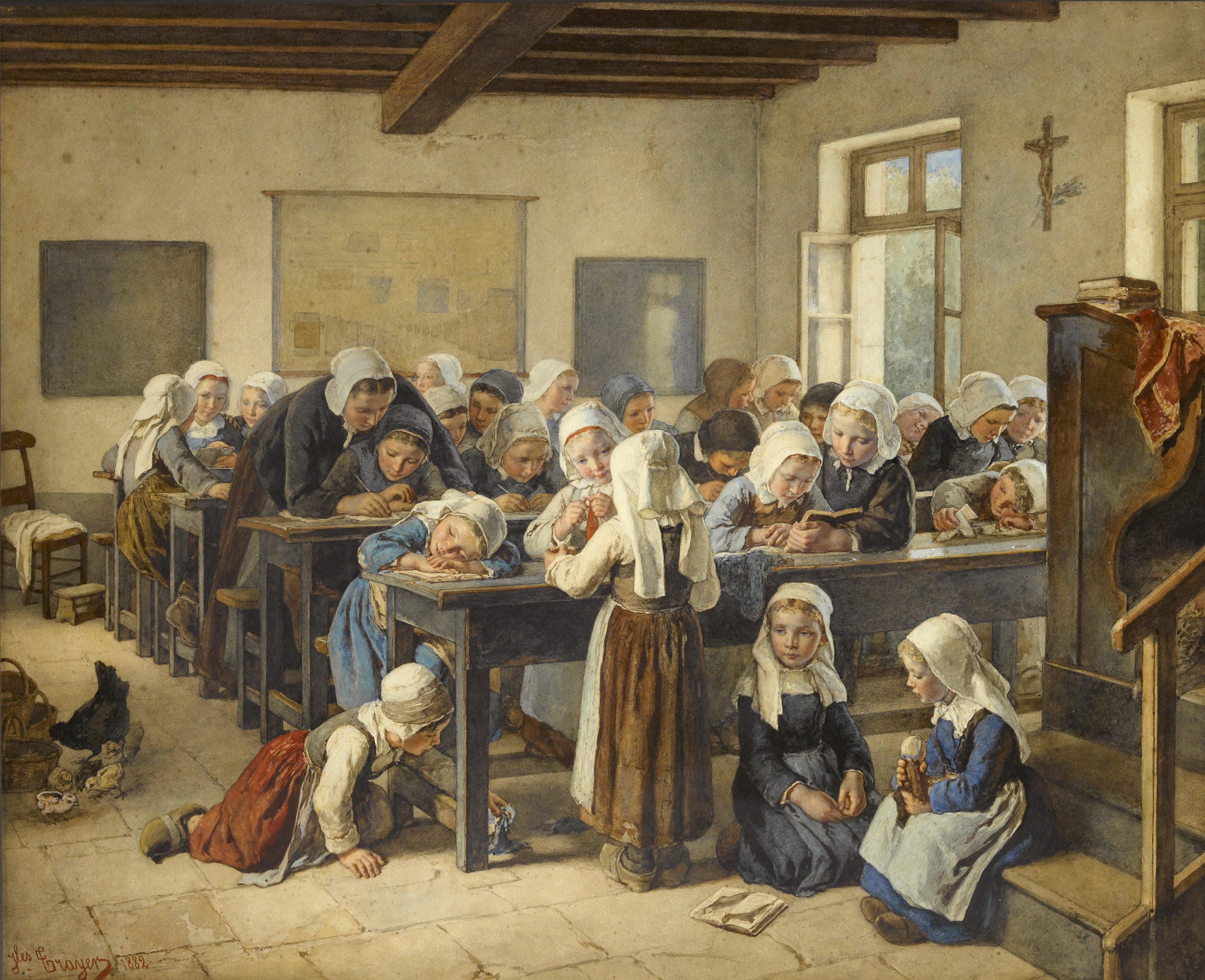
École d'enfants bretons (Trayer, 1882).

### Éducation préscolaire
L'école maternelle est une école qui accueille de très jeunes enfants pour les préparer aux apprentissages fondamentaux de la lecture, de l'écriture et du calcul. C'est une période préparatoire à l'enseignement élémentaire : les objectifs essentiels sont la socialisation, la mise en place du langage, du nombre et du geste graphique.
Ces établissements sont désignés suivant les pays sous le nom d'école maternelle (France, Canada), école enfantine (Suisse) ou encore école gardienne (anciennement en Belgique).
L'école maternelle assure une prise en charge des enfants afin de leur permettre de se socialiser et de s'initier progressivement à la scolarité.
Pour cela, elle utilise notamment le jeu, la chanson enfantine, le dessin, la danse et toutes sortes de pratiques éducatives comme les marionnettes, les comptines, les visites de fermes pédagogiques, etc.

### Réussite scolaire, échec scolaire
L’échec scolaire peut désigner un retard dans la scolarité, sous toutes ses formes. L'échec scolaire peut également être défini comme l'échec du système scolaire à fournir des services menant à la réussite de l'apprentissage des élèves.
L'échec scolaire est l'un des motifs de consultation les plus fréquents en pédopsychiatrie : en effet, l'échec scolaire peut être en relation avec des troubles tels que la dyslexie, l'hyperactivité ou la précocité intellectuelle lorsqu'elle n'est pas correctement prise en charge. Le dépistage précoce de ces troubles est essentiel pour lutter contre l'échec scolaire. Les premiers signes peuvent apparaître dès les premières années de scolarité de l'enfant.

### Troubles spécifiques de l'apprentissage et troubles en dys-
Les troubles spécifiques et durables de l'apprentissage, appelés aussi troubles en dys-, peuvent toucher le langage oral (dysphasie), la lecture (dyslexie), le graphisme (dysgraphie), l'orthographe (dysorthographie), le calcul mental (dyscalculie), les habiletés motrices (dyspraxie). Il est assez courant que plusieurs de ces troubles soient présents chez la même personne (40 % des cas).
Ces troubles sont dits spécifiques car il n'affectent qu'une partie du développement cognitif, mais pas l'intelligence en général. Leur diagnostic s'appuie en grande partie sur un diagnostic différentiel qui invalide les autres possibilités. Ainsi les troubles en dys- ne sont pas d'origine uniquement sensorielle, ou uniquement psychiatrique ou psychologique (affective), ni d'origine sociale (comportement parental).
Ces troubles sont difficiles à comprendre car leurs origines semblent multiples, en partie génétique, ce qui rend leur description, diagnostic, et leur rééducation très complexes (cf. information en ligne sur les troubles en « dys » par l'INSERM).

### Enfant surdoué (à haut quotient intellectuel)
Un surdoué est un enfant — aussi dit « enfant intellectuellement précoce » ou « à haut potentiel » — dont les capacités intellectuelles dépassent la norme.
Le terme « surdoué» est un néologisme employé pour la première fois en 1946 à Genève par le docteur Julian de Ajuriaguerra pour désigner un enfant « qui possède des aptitudes supérieures qui dépassent nettement la moyenne des capacités des enfants de son âge. ».

### Importance des pairs et de la popularité à l'école

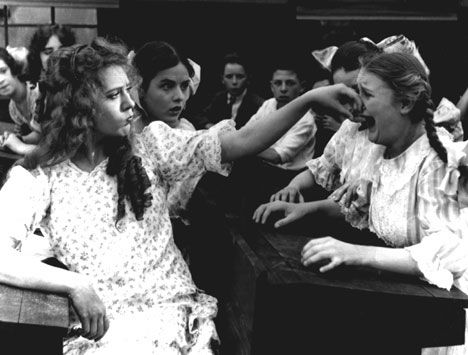
Jeune fille agressant ouvertement une autre jeune fille devant leurs pairs : les comportements déviants diminuent la popularité d'un enfant dans les classes les plus jeunes, mais peuvent l'augmenter chez les préadolescents et adolescents.

La scolarisation permet à l'enfant de rencontrer des pairs (enfants du même âge) avec lesquels il va se lier. Le groupe de pairs permet à l'enfant de se socialiser en dehors de sa famille. Selon Bandura, le groupe de pairs permet à l'enfant d'acquérir une perception plus claire de ses propres capacité car il peut se comparer à un groupe d'enfants du même âge. Le groupe de pairs renforce l'apprentissage des comportements liés à leur genre et à intégrer les rôles sexuels à leur concept de soi.
Le groupe de pairs peut renforcer les préjugés et augmenter les attitudes négatives à l'égard des enfants ou adultes qui ne font pas partie du groupe. Or les enfants discriminés ont des risques accrus de développer des symptômes dépressifs ou des troubles du comportement (Brody et al 2006). Parmi les autres conséquences négatives des groupes de pairs, la conformité (qui, en soi, n'est pas malsaine et indique une bonne adaptation) peut parfois mener les préadolescents à adopter des comportements qui vont à l'encontre de leur propre jugement et à être entraînés à participer à des comportements dangereux pour leur santé (fumer, boire, plonger ou sauter à des endroits dangereux, etc.) ou antisociaux.
Devenir et rester populaire parmi ses pairs est important pour l'enfant (cf. Popularité (psychologie, sociologie) (en) : les enfants qui ne sont pas acceptés par leurs pairs, ou ceux qui se montrent trop agressifs, sont davantage à risque de développement des problèmes psychologiques, d'être en échec scolaire, ou d'entrer dans la délinquance. Bien que les enfants agressifs soient souvent rejetés par leurs pairs durant les années scolaires, ils deviennent de mieux en mieux acceptés à mesure qu'ils grandissent et peuvent devenir populaires malgré ou en raison de leurs conduites déviantes (observations de Xie et collaborateurs chez des enfants Afro-américain aux États-Unis, 2006). Cette popularité se mesure de deux façons : la popularité sociométrique (demander aux enfants d'un groupe qui ils aiment le plus et qui ils aiment le moins) et la popularité perçue (demander à un enfant qui sont les enfants qui sont les plus appréciés par leurs pairs).
L'amitié est différente de la popularité car elle implique seulement deux personnes ainsi qu'une réciprocité (voir section « Amitié » ci-dessus). Ainsi des enfants impopulaires ont également des amis, mais ceux-ci sont plus fréquemment des amis en dehors de leur classe ou en dehors de leur école.

### Agressions et harcèlement à l'école
Le concept du harcèlement scolaire a été forgé au début des années 1970 par le psychologue Dan Olweus à l'occasion d'études réalisées dans des établissements scolaires scandinaves, à l'issue desquelles il a établi trois caractères permettant de définir le harcèlement :
1. Le ou les agresseurs agissent dans une volonté délibérée de nuire. Ce critère a toutefois été contesté, les enfants n'ayant pas nécessairement la même perception de l'intentionnalité que les adultes[103] ;
2. Les agressions sont répétées et s'inscrivent dans la durée ;
3. La relation entre l'agresseur ou les agresseurs et la victime est asymétrique[104].

Le dernier point exclut donc les conflits (bagarres et disputes) entre élèves : pour qu'il y ait harcèlement, il faut que la victime ne soit pas, ou ne se considère pas comme étant en situation de se défendre. La pratique du harcèlement scolaire est inséparable de la mise en place d'une situation de domination.

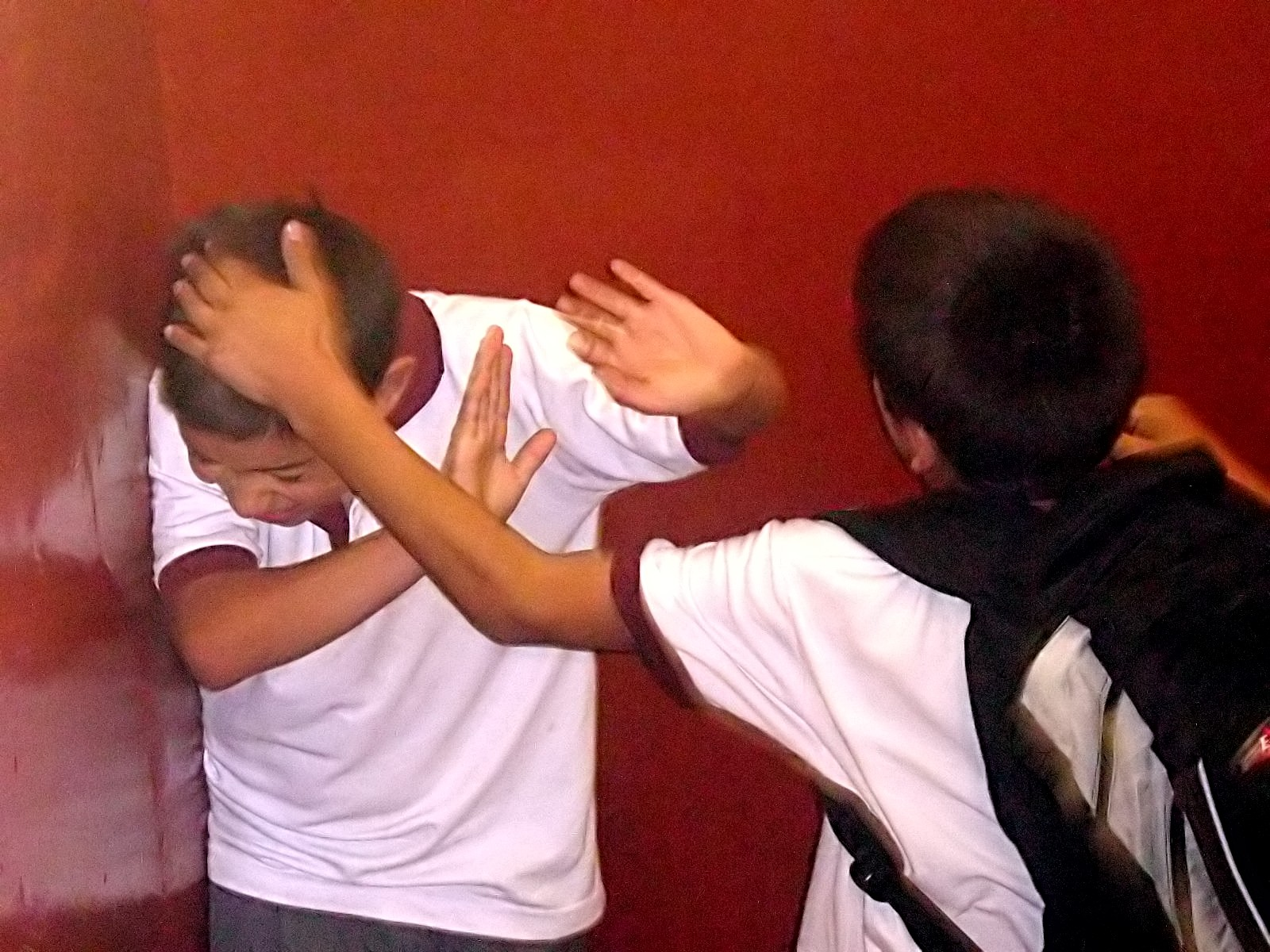
La violence physique est la forme de harcèlement la plus manifeste mais n'est pas la seule.

Si la violence physique constitue bien l'une des formes prises par le harcèlement scolaire, celui-ci ne saurait se restreindre à ce type de passage à l'acte. Dans la définition qu'il en donne, Dan Olweus indique que doivent être considérées comme des formes de harcèlement scolaire, au même titre que les menaces physiques : les moqueries, l'ostracisation, ou encore la propagation de fausses rumeurs à l'encontre de la victime, si tant est que celles-ci visent à la faire rejeter par les autres.
Les formes traditionnelles de harcèlement comme les insultes, le racket, les jeux dangereux (le jeu du taureau, la gard'av, le jeu de la couleur, le jeu du foulard) tendent à céder la place à des pratiques comme le happy slapping ou le cyberharcèlement.
La liste des effets possibles du harcèlement sur la victime est longue :
- Décrochage scolaire, voire déscolarisation (des études montrent que la peur des agressions expliquerait 25 % de l'absentéisme des collégiens et lycéens[105]) ;
- Désocialisation, anxiété, dépression ;
- Auto-mutilation ;
- Somatisation (maux de tête, de ventre, maladies) ;
- Suicide (dans les cas extrêmes). Selon une enquête de l'association britannique Young Voice réalisée auprès de 2 772 élèves en 2000, 61 % des victimes de harcèlement auraient des idées suicidaires[105],[106].

Outre les effets à court terme, le harcèlement scolaire peut avoir des conséquences importantes sur le développement psychologique et social de l'enfant et de l'adolescent : sentiment de honte, perte d'estime de soi, difficulté à aller vers les autres avec le développement de conduites d'évitement. Ces conséquences peuvent parfois se faire ressentir durant toute la vie des personnes autrefois victimes de harcèlement.

## Principaux courants théoriques
Les courants théoriques qui sous-tendent la psychologie de l'enfant suivent les courants généraux observé dans l'histoire de la psychologie en général. La psychologie du développement étudie la psychologie de l'enfant dans le long terme en s'attachant à comprendre le rapport entre certaines habiletés ou processus psychologiques à un certain âge et leurs changements (ou leur stabilité), c'est pourquoi les deux disciplines ont les mêmes sources historiques et leurs modèles théoriques sont communs aux deux disciplines.

La psychologie de l'enfant est également influencée par les courants de pensée et les recherches en psychiatrie, en neurosciences, et toutes les disciplines des sciences humaines et sociales dans la mesure où elles sont en rapport avec la psychologie. 

### Théorie psychanalytique
La psychanalyse s'intéresse moins à la dimension actuelle de l'enfant qu'à la dimension inconsciente de la sexualité infantile qui se trouve refoulée chez l'adulte ou déjà chez le jeune enfant. Chez Freud, à partir des Trois essais sur la théorie sexuelle (1905), le terme d' « étayage » désigne une relation primitive selon laquelle « les pulsions sexuelles, qui ne deviennent indépendantes que secondairement, s'étayent sur les fonctions vitales qui leur fournissent une source organique, une direction et un objet ». Et cette relation est de ce fait « particulièrement évidente dans l'activité orale du nourrisson: dans le plaisir pris à la succion du sein ».
En 1909, Sándor Ferenczi écrit Transfert et Introjection, il y établit que la construction du psychisme de l'enfant résulte de l'interaction entre introjections et projections. N'ayant pas de contrôle sur les objets, la relation objectale est source d'angoisse de la dispersion ou de l'intrusion voire de persécution (vers 1 an), puis d'angoisse de séparation (vers 2-3 ans), puis d'angoisse du manque et enfin d'angoisse morale.

## Méthodes de recherche spécifiques à la psychologie de l'enfant

### Éthique
La recherche impliquant les enfants (et les mineurs en général) doit adhérer aux règles générales d'éthique de la recherche, d'éthique de l'expérimentation sur sujets humains, et l'éthique de la psychologie. Les organisations de psychologues professionnels telles que l'Association américaine de psychologie (APA), la British Psychological Society (BPS) publient des guides auxquels les psychologues professionnels doivent adhérer. En France, les psychologues doivent adhérer au Code de déontologie des psychologues. Les chercheurs menant des recherches sur les humains doivent adhérer aux déclarations internationales telles que la Déclaration de Genève et la déclaration d'Helsinki (définissant des règles éthiques internationales pour toute recherche impliquant un humain).
La Society for Research in Child Development a développé un document particulièrement complet sur le traitement éthique des enfants lors des investigations en psychologie. En particulier, deux problèmes majeurs sont couverts dans le document : les types de procédures qui peuvent être utilisées avec des enfants et le consentement éclairé (informed consent, en anglais) qui doit être recueilli avant tout début d'étude,.
De manière générale, lorsque la recherche porte sur des enfants, les critères éthiques sont plus stricts que lorsque la recherche porte sur des adultes, puisque les enfants et mineurs sont des personnes vulnérables aux yeux de la loi et des comités éthiques. Les règles éthiques du consentement libre et éclairé, le respect de l'estime de soi, le droit à la confidentialité et à la vie privée, entre autres, doivent être respectées.

### Méthodes expérimentales
Le développement d'un enfant prend place dans un environnement et est influencé par un grand nombre de facteurs (contexte historique et social, changements biologiques dus à la croissance, parents, famille, fratrie, école...). Il est impossible d'étudier tous ces facteurs à la fois, c'est pourquoi l'approche scientifique tente de maîtriser les sources de variabilité et d'erreur de mesure en posant des questions les plus spécifiques possible. À l'inverse, le psychologue clinicien (par exemple un psychologue scolaire, un psychothérapeute) tente de comprendre un individu en prenant en compte les aspects individuels, l'environnement et l'histoire particulière de cet individu. Les deux approches, scientifique vs clinique, n'empruntent donc pas les mêmes méthodes et n'ont pas les mêmes objectifs.
L'étude scientifique de la psychologie de l'enfant par l'approche expérimentale s'intéresse :
- soit aux changements développementaux (ou transformationnels, terme utilisé par Overton, 1998), qui prennent place au fil du temps ;
- soit aux différences de variabilité (« variational changes ») mesurées lorsqu'un un score est comparé à une mesure de référence (un groupe contrôle dans une procédure expérimentale, une population de référence dans le cas d'un test standardisé)[1].

Par exemple, dans un échantillon d'enfants observés à 6 mois, aucun ne peut marcher. Le même échantillon observé à 18 mois montre que tous les enfants peuvent marcher à cet âge. Il s'agit d'une différence développementale. Ce changement est observé sur des études longitudinales, lorsque des individus sont observés à plusieurs reprises à des moments différents dans leur développement. Mais si on observe un échantillon d'enfants de 12 mois, certains peuvent marcher sur deux pieds sans support, certains ne le peuvent pas encore : il s'agit de variabilité dans l'échantillon, autrement dit de différences individuelles observées à un moment donné. Ce type de donnée est recueilli dans des études transversales. C'est le cas quand, par exemple, l'enfant de 12 mois est comparé à une population de référence (test standardisé) ou bien à d'autres enfants placés dans les mêmes conditions expérimentales.
Ces deux approches, approche longitudinale et approche transversale, posent des questions différentes. Si un enfant a du retard dans l'apprentissage de la lecture, il est important non seulement de comprendre comment l'enfant acquiert la lecture (longitudinalement) mais aussi pourquoi à un moment donné, certains enfants sont beaucoup moins performants que d'autres (approche transversale).
Certaines approches ont tenté de combiner les deux. Le biologiste Conrad Hal Waddington proposa une approche dans ce sens avec la notion de « paysage épigénétique ». Les modélisations du psychologue du développement américain Robert Siegler visent à prendre en compte les deux phénomènes de changements développementaux et différences individuelles simultanément (étude du raisonnement chez l'enfant).

### Méthodes expérimentales d'observation du nourrisson
L'une des particularités de l'étude psychologique de l'enfant est qu'il n'est pas toujours possible de lui donner des consignes verbales ou de lui demander de rapporter verbalement ses expériences, en particulier dans le cas où l'enfant est trop jeune pour maîtriser le langage. La psychologie de l'enfant utilise beaucoup l'observation du comportement et des changements physiologiques.
Le bébé ne pouvant ni parler ni coordonner ses mouvements de façon suffisamment précise, des techniques particulières ont été mises en place. Le terme de « bébéologie » est apparu[Quand ?][réf. souhaitée].
Les méthodes pour étudier le bébé sont celles de l’observation et de l’expérimentation. Les expérimentalistes font souvent appel à la méthode d’habituation. Dans un paradigme d'habituation, le chercheur présente plusieurs fois de suite un stimulus (auditif, visuel, olfactif, tactile) auquel le bébé réagit de moins en moins car ce stimulus devient familier. On dit que le bébé « s’habitue ». L’interprétation cognitive de la diminution des réactions du bébé est qu'il se produit une reconnaissance du stimulus (nécessitant une mémorisation). Lorsque des stimuli différents sont introduits, les réactions du bébé sont observées (par exemple ses regards en direction du stimuli sont plus longs. Les théories explicatives de ce phénomène sont diverses (cognitives ou neuropsychologiques)[réf. nécessaire].
La vitesse d’habituation traduit la vitesse de traitement des informations.
Plusieurs mesures sont possibles dans les paradigmes d'habituation. Des mesures physiologiques du rythme cardiaque ou du rythme respiratoire. Les mesures du temps d'exploration tactile peuvent être prises pour les nourrissons les plus âgés, qui peuvent manipuler. Pour les nourrissons plus jeunes et les nouveau-nés, il est possible de mesurer l'activité oculaire temps de fixation du regard et l'orientation du regard) par le reflet cornéen.
De nombreuses expériences utilisent le temps de fixation du regard pour explorer les préférences visuelles du bébé : le chercheur met de chaque côté de l’axe visuel du bébé deux images différentes et il mesure la préférence visuelle (définie comme un temps de fixation supérieur à 50 % du temps de fixation total)[réf. nécessaire]. Les chercheurs[Qui ?] ont pu ainsi démontrer que le bébé fixe des zones contrastées (e. g, blanc/noir), déplace son œil le long des contours, préfère regarder un visage humain qu’une forme géométrique (ex. : un damier).
La succion est un réflexe en place dès la vie fœtale et il est possible de mesurer le taux de succion non nutritive du nourrisson pendant des tâches d'habituation. Deux styles de succion non nutritive ont été observés : le bébé suce sa tétine ou sa langue de façon soit aléatoire, soit régulière. Le schème de succion est utilisé comme indice de l’activité cognitive de l’enfant, car la première forme apparaît lorsque l’attention du bébé est relâchée, et la seconde lors d’activités cognitives de l’enfant. Dans ce second cas, les variables utilisées sont le nombre de bouffées, la durée de pauses entre les bouffées, l’amplitude de succion. La découverte de la succion non nutritive date des années 1970[réf. souhaitée].

### Tests psychologiques pour enfants
Quel que soit l'âge de l'enfant, plusieurs batteries de tests sont à la disposition du psychologue pour mesurer certains aspects de son développement.
Les tests d’efficience (ou de performance) évaluent une aptitude en permettant de comparer les sujets : soit entre eux (tests expérimentaux non standardisés), soit à une population de référence (test standardisé). Si l'enfant est évalué avec un test standardisé, l'enfant reçoit un score donné par l'échelle standardisée et qui reflète sa position par rapport à la population nationale d'enfant du même genre et du même âge (par exemple l'intelligence et certaines habiletés cognitives sont mesurées par les échelles de Wechsler, Kaufman).
Les tests de personnalité considèrent un aspect conatif du développement et classent les sujets par typologie (exemple : extraverti ou introverti)[réf. nécessaire].

### Tests neuropsychologiques pour enfants
Les tests neuropsychologiques sont le premier outil des neuropsychologues, qu'ils soient cliniciens ou chercheurs. Il s'agit de mesurer, à l'aide de tests standardisés et normalisés, les capacités mnésiques, langagières, praxiques, gnosiques... d'un patient et de le comparer, éventuellement, à celles d'un sujet sain (ou d'un groupe de sujets sains). Dans un service de pédiatrie ou de neuropédiatrie, la population vue par le neuropsychologue sera composée d'enfants épileptiques, dyslexiques, dysphasiques, etc.
Le discours des proches, de la famille notamment, permet de dater plus précisément l'apparition des troubles et de juger de manière plus objective de l'impact de ceux-ci dans la vie quotidienne de l'enfant.

### Méthodes cliniques et non expérimentales
Les méthodes de recherche non expérimentales sont très utilisées dans l'étude de la psychologie de l'enfant. Ces méthodes sont très diverses. Elles comprennent les études de cas, observations sur le terrain, observations en laboratoire, entretiens et études de corrélation.
La méthode dite « clinique » consiste à étudier chaque sujet en situation et en évolution. La méthode clinique est une observation prolongée et approfondie d'individus particuliers (pathologiques ou normaux). Elle repose sur l’observation et l’entretien. L'analyse permet de mettre à jour les comportements observés en étudiant l'individu pris dans sa globalité, son ensemble. C’est une perspective synthétique.

#### Étude de cas
L'étude de cas permet l'étude approfondie d'un individu. Elle a l'avantage d'offrir le portrait détaillé du comportement d'une personne. Ses inconvénients sont qu'il est impossible de généraliser les observations faites à un ensemble de personnes ; le biais de l'observateur n'est pas contrôlé.

#### Étude de cas basée sur la méthode clinique d'inspiration psychanalytique
Cette perspective clinique est liée à la conviction profonde de l'irréductibilité à un modèle commun[réf. nécessaire] : tout individu est unique et il n'y a pas lieu d'établir de comparaisons. Le clinicien n'utilise que les situations concrètes ou naturelles par opposition aux situations standardisées des tests ou de l'expérimentation.
L'intuition est le fil directeur de sa démarche. L'objet d'étude n’est ni l'enfant, ni le psychologue mais la rencontre entre les deux. Le champ d'action est l'intersubjectivité.
Trois postulats fondamentaux structurent cette rencontre : l'histoire personnelle du sujet, la personnalité du sujet, l'aspect « psychodynamique » du comportement compris sous l'influence des conflits inconscients qu'il s'agit de dépasser (Moi, Ça, Surmoi) [réf. nécessaire].
Des méthodes particulières sont mises en place pour les enfants dont le langage n’est pas suffisamment explicite et maîtrisé : dessins, jeux de rôle, marionnettes, etc[réf. souhaitée].

#### Méthode clinique de Jean Piaget
Piaget utilisa l'observation directe des enfants pour explorer leur fonctionnement cognitif et intellectuel, dans sa démarche d'épistémologie génétique. L'enfant y est observé dans une situation particulière de résolution de problème où le chercheur accède à la compréhension de sa pensée en lui demandant d'expliquer le cheminement de sa pensée, de commenter ses échecs ou ses réussites et de lui proposer des contre-arguments, des contre-expériences afin de le pousser dans ses retranchements déductifs.
Il n'y a pas de questions préétablies, elles dépendent de la nature des réponses de l'enfant, des circonstances. Bien qu’il s’agisse d’une conversation entre l’enfant et l’expérimentateur, les situations d’observation ont la rigueur d'une expérience ou d'une observation scientifique[réf. nécessaire].

#### Méthodes d'observation sur le terrain
Dans les méthodes d'observation sur le terrain, le chercheur choisit d'observer des enfants dans leur contexte familier sans intervention destinées à influencer leurs comportements. Cette méthode a plusieurs avantages : elle permet une bonne description du comportement spontané. Elle est une bonne source d'hypothèses de recherche en raison de la richesse et diversité des observations', comparées à la situation contrôlées en laboratoire.
L'école est un terrain privilégié d'observation et d'expérimentation car, en allant à l’école plutôt que dans les familles, le chercheur touche un grand nombre d'enfants, ce qui lui est moins coûteux ; travaille sur des enfants groupés par âge, par niveaux de développement cognitif proches, ayant des activités identiques ; intervient dans une micro société, c’est-à-dire dans un terrain fermé sur lui-même, isolé des autres terrains (réduction de facteurs parasites ou « bruit » dans les données statistiques). Mais, l'école présente un certain nombre d'inconvénients. Le chercheur doit minimiser sa présence pour ne pas interrompre le déroulement des cours. S'il veut observer les comportements de l'enfant, la généralisation de ses résultats peut être mise en cause puisque le comportement de l'enfant diffère souvent d'un lieu à un autre, en fonction du groupe et des professeurs. Les savoirs valorisés au domicile familial peuvent différer de ceux valorisés à l'école (sport, musique...). [réf. souhaitée]

#### Entrevue ou entretien
L'entrevue peut concerner l'enfant ou ses parents (dans le cas des nourrissons et jeunes enfants). L'entretien peut être très structuré, souple, ou semi-structuré. Les avantages de l'entretien sont qu'il permet de recueillir des informations précises sur la vie du sujet, ses attitudes et opinions, ses habitudes, son passé et autres informations impossibles à obtenir à partir d'une observation du comportement ou à partir d'un questionnaire.
Les inconvénients de l'entretien dans le contexte de la recherche scientifique sont nombreux. Le sujet peut donner des réponses inexactes, incomplètes pour de nombreuses raisons : l'expérimentateur influence le sujet par sa personne ou ses comportements ; le sujet tend à donner des réponses biaisées pour des raisons cognitives (biais cognitifs) et de désirabilité sociale. L'expérimentateur a également ses propres biais cognitifs (biais de confirmation par exemple).

## Examen psychologique de l’enfant
La psychologie clinique est utilisée en psychopathologie de l'enfant pour comprendre les conduites inadaptées, lors de consultations d'hygiène mentale, dans les services psychopédagogiques, dans les hôpitaux psychiatriques, etc. Elle s'applique aussi aux conduites adaptées (psychologie de l’enfant) et comme méthode de recherche.
Lors d’un examen psychologique, l'enfant est observé dans les situations les plus diverses : à l'école, en classe, en situation de tests, lors d'entretiens, en activité (dessin, motricité, etc.). Dans cette démarche, les comportements ou conduites observées ne sont pas uniquement celles relevées par les tests. L’attitude des sujets face aux tests, lors des entretiens (rougissement, bégaiements, agressivité, refus, etc.) sont autant d’informations importantes.[réf. souhaitée]

Il s’agit avant tout, lors de cet examen, de faire un bilan à un moment donné du développement de l’enfant. Contrairement à la méthode expérimentale, les hypothèses émises pour élaborer ce bilan sont formulées au fur et à mesure que l'observation de l'enfant s'effectue. De nouvelles observations sont mises en place pour confirmer ou infirmer les hypothèses. Cette démarche est dite construction progressive du diagnostic ou encore diagnostic progressif prôné par le psychologue français René Zazzo. Les hypothèses émises sont dépendantes de la demande qui émane généralement des parents, des éducateurs, du médecin, de l’enseignant mais rarement, sinon jamais, de l’enfant lui-même.

## Troubles du développement et psychopathologie de l'enfant

### Classifications
Les psychopathologies de l'enfant désignent un large ensemble de troubles des comportements et pathologies mentales directement observables dès l'enfance,,,. Ces troubles sont répertoriés par plusieurs classifications (regroupant troubles adultes, enfants et adolescents), dont les classifications internationales du DSM, le manuel diagnostique et statistique des troubles mentaux (publié aux États-Unis et utilisée sur le plan international) et la classification internationale des maladies (CIM) publiée par l'Organisation Mondiale de la Santé (OMS). En France, une classification a été dirigée et publiée par Roger Misès dès 1983 : la classification française des troubles mentaux de l'enfant et de l'adolescent, dont la révision de 2012 montre un alignement avec les classifications de l'OMS.
La CIM-10 (10e édition) répertorie en chapitre V, l'ensemble troubles mentaux et comportementaux.
Dans ce chapitre V, la section F70-F79 répertorie les retards mentaux.
La section F80-F89 répertorie les troubles du développement. On y trouve les troubles spécifique du développement de la parole et du langage, les troubles spécifiques des acquisitions scolaires, les troubles spécifiques du développement moteur, les troubles spécifiques mixtes, et les troubles envahissants du développement (dont l'autisme infantile, ou encore le syndrome d'Asperger).
La section F90-F98 du chapitre V du CIM-10 répertorie les troubles du comportement et troubles émotionnels apparaissant habituellement durant l'enfance et l'adolescence. On y trouve les troubles hyperkinétiques, troubles des conduites, troubles mixtes des conduites et des émotions (par exemple associé à la dépression), troubles émotionnels (par exemple plusieurs formes d'anxiété), troubles du fonctionnement social, tics, autres (énurésie, encoprésie, bégaiement, troubles alimentaires, etc.).
Certaines pathologies mentales adultes prennent racine dans l'enfance. L'étude de l'évolution de ces pathologies de l'enfance à l'âge adulte est une discipline dite de psychopathologie développementale.
On distingue les troubles mentaux des troubles neurologiques, qui regroupent des maladies du système nerveux central ou périphérique, et dont l'origine est uniquement médicale et biologique. Les troubles neurologiques sont très variés. Certains sont relativement communs et d'autres extrêmement rares. Dans leur manuel de neurologie, Cambier, Masson, Dehen et leurs collaborateurs (1989) ont présenté l'ensemble des pathologies neurologiques connues, parmi lesquelles : les pathologies du sommeil et les comas, les pathologies liées au développement cognitif (neuropsychologie, comme les agnosies et aphasies), les épilepsies, les névralgies, les pathologies des nerfs périphériques, les myélopathies vasculaires, les syringomyélies, les maladies héréditaires et dégénératives, les malformations du système nerveux et encéphalopathies infantiles, les traumatisme crâniens, les tumeurs cérébrales, les pathologies vasculaires cérébrales, les pathologies d'origine infectieuse (bactériales, virales comme la méningite et l'infection VIH) et les pathologies d'origine parasitaire, les problèmes métaboliques et certaines carences alimentaires, les pathologies du muscle et de la jonction neuromusculaire ou encore les troubles neurologiques résultant d'autres maladies générales.

### Troubles du développement
Les troubles de développement prennent leur origine dans la période prénatale, périnatale, ou le début de l’enfance et sont généralement l’expression d’un dysfonctionnement cérébral,. Les troubles du développement renvoient à un groupe de troubles hétérogènes et chroniques qui ont pour caractéristique de présenter des perturbations dans l’acquisition ou l’expression d'habiletés développementales. Ces habiletés développementales comprennent : la motricité fine et globale, le langage, les habiletés personnelles et sociales, la cognition et les activités de la vie quotidienne. Ces domaines ne sont pas complètement distincts ni mutuellement exclusifs. Généralement les pathologies les plus sévères sont identifiées plus tôt que les formes mineures et modérées, qui sont d'ailleurs plus fréquentes. Les troubles de développement incluent la paralysie cérébrale, le retard de développement, le handicap mental, le trouble primaire du langage ou dysphasie, le trouble du spectre de l’autisme (TSA), le trouble du déficit de l'attention avec/sans et hyperactivité (TDA/H), les troubles d’apprentissage, le trouble d’acquisition de la coordination (TAC) ainsi que les anormalités génétiques et chromosomiques,. Puisque les troubles de développement résultent d’une dysfonction cérébrale, ils sont irréversibles et chroniques. Ils sont cependant non progressifs, ce qui implique que la cause sous-jacente n’est pas évolutive et que ces troubles ne mènent pas à la mort. Toutefois, l’aspect évolutif du développement fait en sorte que les manifestations des troubles ainsi que le portrait clinique de l’enfant — problèmes, besoins, comportements, etc. — changent à travers le temps.

### Facteurs de risque

#### Durant la période prénatale
L'environnement peut avoir des conséquences tératogènes, c'est-à-dire nocives pour le développement du fœtus. Les facteurs de risque sont l'âge de la mère (qui augmente les risques de prématurité), l'incompatibilité des groupes sanguins (le facteur Rhésus), l'alimentation de la mère (mères souffrant de carences alimentaires), l’absorption de médicaments (révélée dans les années 1960 par de graves malformations résultant de l’absorption de thalidomine), de drogues (la nicotine due tabagisme pendant la grossesse), la consommation d'alcool (qui peut entraîner le syndrome d'alcoolisation fœtale ou SAF).
La santé de la mère peut affecter le développement neurologique de l'enfant. Le virus d'immunodéficience humaine (VIH) qui peut être transmis à l'enfant à travers le placenta, lors de l'accouchement ou lors de l'allaitement. La rubéole contractée avant la onzième semaine provoque surdité et anomalies cardiaques chez le bébé. La toxoplasmose peut entraîner des lésions cérébrales et affecter la vue et l'audition, ou provoquer l'avortement et la mort du fœtus. Le diabète de la mère peut affecter le développement neurologique et cognitif de l'enfant qu'elle porte. Plusieurs maladies tropicales (infection à virus Zika en Amérique du Sud) compromettent le développement normal de l'embryon et du fœtus.
Certaines études suggèrent que le stress maternel pendant la grossesse peut provoquer des troubles d'anxiété et d'hyperactivité et des troubles cognitifs quelques années plus tard, chez les jeunes enfants.